# Bosnie-Herzégovine
Pour les articles homonymes, voir Bosnie.
Ne doit pas être confondu avec Bosnie, Herzégovine, Vilayet de Bosnie, Vilayet d'Herzégovine, Condominium de Bosnie-Herzégovine, République socialiste de Bosnie-Herzégovine, Province autonome de Bosnie occidentale ou République bosniaque.
Cet article concerne l'État de Bosnie-Herzégovine en général et depuis 1995 en particulier. Pour le régime en place dans le pays entre 1992 et 1995, voir République de Bosnie-Herzégovine.
Bosnie-Herzégovine
(bs) Bosna i Hercegovina 
(sr) Босна и Херцеговина 
La Bosnie-Herzégovine (en bosnien : Bosna i Hercegovina ; en serbe (cyrillique) : Боснa и Херцеговина ; en croate : Bosna i Hercegovina, /bôsna i xěrtseɡoʋina/), parfois dite Bosnie-et-Herzégovine, est un État d'Europe du Sud appartenant à la région des Balkans. Elle est entourée par la Croatie au nord, à l'ouest et au sud, la Serbie à l'est et le Monténégro au sud. Elle dispose d'une ouverture large d'une vingtaine de kilomètres sur la mer Adriatique. En 2023, le pays compte 3 185 073 habitants. Depuis les années 2000, le nombre d'habitants diminue.
La Bosnie-Herzégovine est une république fédérale séculière de près de 3,2 millions d'habitants, désignés comme Bosniens. Ceux-ci sont divisés en trois principaux groupes ethniques qui parlent la même langue slave méridionale : le chtokavien, un parler de ce que les linguistes nomment « diasystème slave du centre-sud », jadis appelé « serbo-croate » et aujourd'hui « BCMS » d'après ses trois noms officiels actuels, bosnien pour les Bosniaques, croate pour les Croates de Bosnie-Herzégovine et serbe pour les Serbes de Bosnie (auxquels il faut ajouter les Monténégrins). Ces trois peuples sont désignés comme « peuples constitutifs » par la constitution, et définis d'après leur histoire et leurs traditions culturelles : musulmane sunnite pour les Bosniaques, chrétienne catholique pour les Croates de Bosnie et chrétienne orthodoxe pour les Serbes de Bosnie.
Le pays est un État souverain doté d’un gouvernement central, certaines compétences étant dévolues à ses deux entités constitutives – la fédération de Bosnie-et-Herzégovine et la république serbe de Bosnie. En 1999 a été créé le district de Brčko, à partir de terres des deux entités. Il appartient officiellement aux deux, mais n'est régi par aucune des deux, et fonctionne sous un système décentralisé de gouvernement local.
La capitale et la ville la plus peuplée est Sarajevo. Les autres villes importantes sont Banja Luka, Tuzla, Mostar, Zenica, Bihać, Travnik, Srebrenica, Goražde, Foča, Trebinje, Neum, Jajce et Sanski Most. La monnaie nationale est le mark convertible.
Les premiers établissements humains permanents sur le territoire de l'actuelle Bosnie-Herzégovine remontent au Néolithique. Au cours des millénaires suivants, le pays est successivement peuplé par diverses civilisations illyriennes puis celtiques, avant d'être romanisé sous la domination romaine puis colonisé par des peuples slaves entre le VIe et le IXe siècle. À cette même époque, le pays est christianisé et au XIe siècle la forme paulicienne du christianisme, dite « bogomile », est adoptée par une partie des habitants, tandis que les autres se partagent entre l'influence de Rome ou de Constantinople. Le banat de Bosnie, État vassal du royaume de Hongrie, est établi en 1154, avant de prendre son indépendance en devenant le royaume de Bosnie en 1377. Après un bref âge d'or sous le règne de Stefan Tvrtko Ier de Bosnie, la Bosnie indépendante s'efface progressivement jusqu'à son annexion par l'Empire ottoman en 1463 par les troupes du Sultan Mehmed II.
Commence alors une longue époque de domination turque qui va durer quatre siècles et durant laquelle les Ottomans convertissent progressivement à l'islam environ la moitié des habitants, modifiant durablement la société et la culture locale. En 1878, les troupes austro-hongroises s'emparent de la Bosnie conformément aux dispositions du congrès de Berlin. La période austro-hongroise se prolonge jusqu'en 1918 lorsque la Bosnie-Herzégovine intègre le royaume des Serbes, Croates et Slovènes, devenu Yougoslavie en 1929. Rattachée à l'État satellite croate mis en place par l'Allemagne nazie et l'Italie fasciste durant la Seconde Guerre mondiale, la Bosnie-Herzégovine devient une des républiques socialistes fédérées de la Yougoslavie communiste de l'après-guerre. Au cours du processus de dislocation de la Yougoslavie, le pays proclame son indépendance en 1992 et s'enfonce dans la sanglante guerre de Bosnie, laquelle prend fin avec les accords de Dayton le 14 décembre 1995.
La Bosnie-Herzégovine possède un haut niveau d'alphabétisation, d'espérance de vie et d'éducation et le secteur du tourisme y est important ; il représente 10 % du PIB du pays en 2018, avec une croissance moyenne du nombre de touristes de 24 % par an entre 1995 et 2020. Le pays est réputé pour son environnement naturel, son riche héritage culturel, sa cuisine, ses sports d'hiver, sa musique, son architecture et ses festivals, dont certains comptent comme les plus importants du sud-est de l'Europe,.
La Bosnie-Herzégovine a déposé sa candidature à l'adhésion à l'Union européenne en 2016 et a obtenu le statut officiel de candidat en 2022. Le jeudi 21 mars 2024 les négociations d’adhésion à l’Union-Européenne furent autorisées par les dirigeants européens. En outre, le pays est un candidat potentiel à l'Organisation du traité de l'Atlantique nord depuis avril 2010.

## Dénominations
Bien qu'en français on dise couramment « Bosnie-Herzégovine », la traduction littérale du bosnien Bosna i Hercegovina est « Bosnie-et-Herzégovine » (que l'on retrouve dans la plupart des autres langues). Le pays unit ainsi deux régions historiques, sans rapport avec les entités autonomes actuelles, et n'est pas réductible à une Bosnie à laquelle on accolerait un adjectif.
Les habitants de la Bosnie étaient autrefois appelés « Bosniaques »,,, et depuis le début du XXe siècle, le nom de tous les habitants est «Bosniens». Aujourd'hui on appelle « Bosniaques » les habitants de ce pays qui sont de tradition musulmane, qui nomment « bosnien » leur parler chtokavien.
La première mention largement reconnue et conservée d'une forme du nom Bosnie se trouve dans De Administrando Imperio, un manuel politico-géographique écrit par l'empereur byzantin Constantin VII au milieu du Xe siècle (entre 948 et 952) décrivant la « petite terre » (χωρίον en grec) de Bosona (Βοσώνα).
On pense que le nom dérive de l'hydronyme de la rivière Bosna qui traverse le cœur de la Bosnie. Selon le philologue Anton Mayer, le nom Bosna vient de l'illyrien *Bass-an-as, qui à son tour pourrait dériver du proto-indo-européen bos ou bogh, signifiant « l'eau courante ». Certaines sources romaines mentionnent également Flumen Bathinus comme nom pour Bosona, ce qui signifierait « eau courante ».
Le nom Herzégovine signifie « la terre du herzog » (du duc, en allemand). Il tire son origine du titre du noble bosnien du XVe siècle, Stefan Vukčić Kosača, qui après la mort de Stefan Tvrtko Ier de Bosnie est devenu « Herceg Humski i primorski ». Hum (anciennement appelé Zachlumie) était une principauté du début du Moyen Âge qui avait été conquise par le Banat de Bosnie dans la première moitié du XIVe siècle. Après la chute du royaume de Bosnie et la conquête ottomane, Hum devint connue sous le nom de « sandjak d'Herzégovine », et fut incluse dans le vilayet de Bosnie.

## Histoire
Tout au long de son existence la Bosnie a eu sa propre histoire, et sa propre culture, et cette culture a été partagée par des personnes de toutes les confessions religieuses.
La région historique de Bosnie-Herzégovine a été successivement illyrienne, romaine, hongroise, ottomane, austro-hongroise et yougoslave (voir article détaillé). Avant la venue des Slaves sur le territoire, la population a été successivement illyrienne, grecque et dalmate. Actuellement ses populations sont presque exclusivement des Slaves du Sud qui sont, du point de vue religieux, musulmanes (sunnites) ou chrétiennes (catholiques et orthodoxes). Jadis[Quand ?], il y avait aussi des bogomiles d'inspiration paulicienne (Église bosnienne) et les musulmans affirment que ce sont leurs ancêtres. En janvier 1876, à la fin de la domination ottomane, une insurrection cristallise l'identité bosniaque, mais des forces centrifuges existent aussi, instrumentalisées par l'impérialisme austro-hongrois et le panslavisme russe : les orthodoxes s'appuient sur la Serbie elle-même soutenue par la Russie, tandis que les musulmans et les catholiques misent sur l'Autriche-Hongrie qui occupe le pays en 1878 (et l'annexe en 1908 en tant que condominium de Bosnie-Herzégovine).

### Histoire ancienne
La Bosnie est habitée par des humains depuis le paléolithique, car l'une des plus anciennes peintures rupestres a été découverte dans la grotte de Badanj. Les principales cultures néolithiques telles que le culture de Butmir et le Kakanj étaient présentes le long de la rivière Bosna datant de 6 230-4 900 av. J.-C.,.
Les Illyriens ont été parmi les premiers des Balkans à former des royaumes à partir de tribus, y compris ceux qui habitaient l'actuelle Bosnie-Herzégovine. Les plus célèbres d'entre eux étaient les Ardiens et les Daors, qui frappaient même leur propre monnaie.
Les vestiges de l'ancienne ville de Daors, connue sous le nom de Daorson, sont encore visibles à Ošanić près de Stolac. La culture illyrienne du bronze en tant que forme d'art particulière a été remplacée par le fer à partir du septième siècle avant notre ère.
Certaines parties de la Bosnie centrale étaient habitées par la tribu Daesitiates, le plus souvent associée au groupe culturel bosnien central. La culture de Glasinac est une culture archéologique le plus prononcé des âges du bronze et du fer dans les Balkans centraux et occidentaux. Comme le plateau de Glasinac (Bosnie) était la première et la plus importante zone d'où provenait la plupart des matériaux archéologiques trouvés jusqu'à présent, toute la culture s'appelle la culture de Glasinac. C'était l'époque des Illyriens, ou communauté ethnique les Autariates se démarquaient.
Le conflit entre les Illyriens et les Romains a commencé en 229 av. J.-C., mais Rome n'a achevé l'annexion de la région qu'en 9 apr. J.-C., lorsque la plupart de ces tribus ont été romanisées, et Illyrie divisé en Dalmatie et Pannonie.
Avec l'arrivée des Slaves au septième siècle dans les Balkans, le territoire de la Bosnie est habité par diverses tribus slaves du sud.

La Bosnie médiévale englobant le banat de Bosnie et le royaume de Bosnie ultérieur.

### Moyen Âge

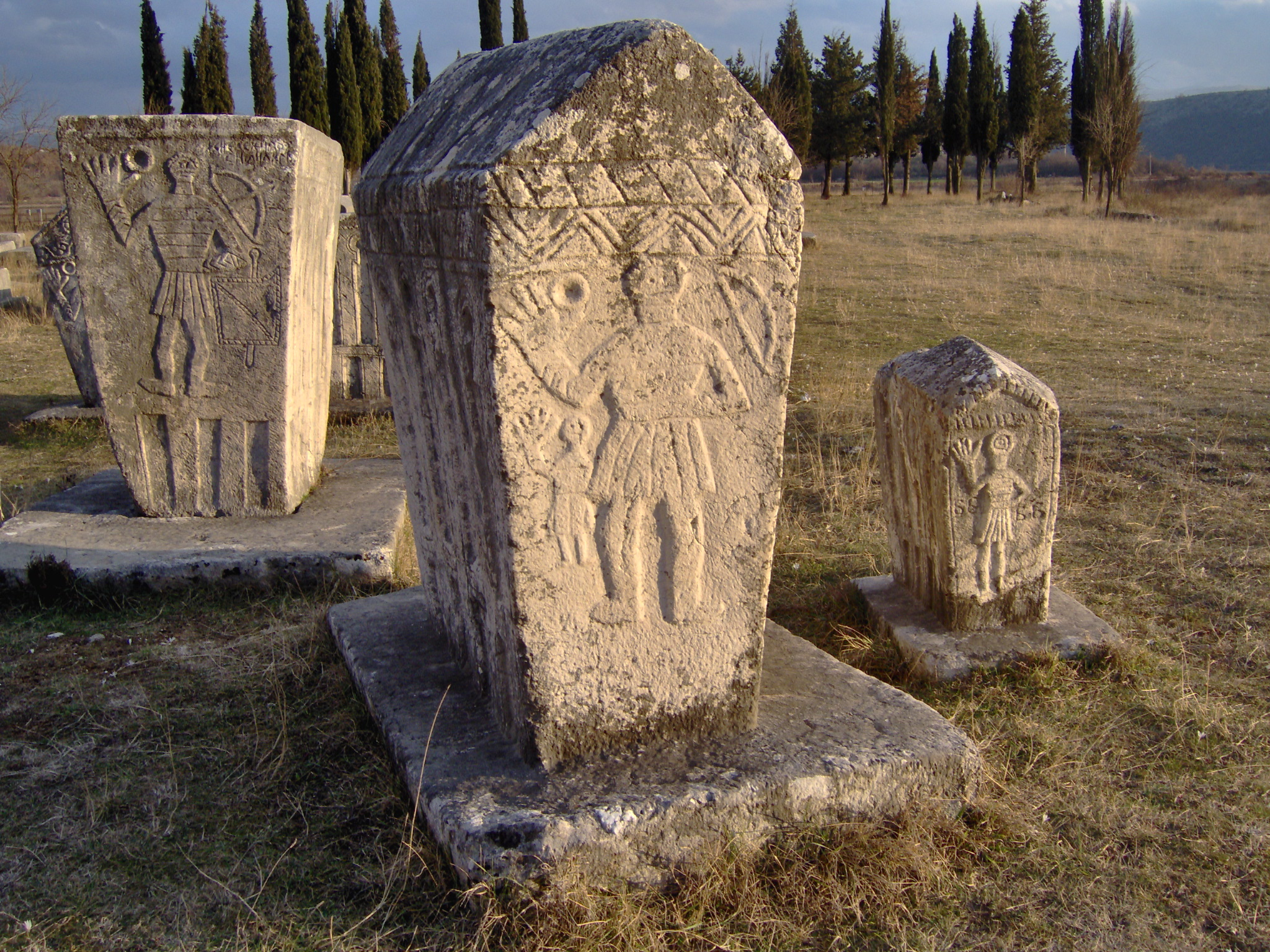
Stećak, une tombe médiévale de Nécropole de Radimlja.

La Bosnie est mentionnée pour la première fois comme une terre « Bosona » au milieu du Xe siècle. Indépendante du XIIe siècle, la Bosnie est devenue le royaume de Bosnie en 1377, date à laquelle ses frontières avaient été établies, coïncidant à peu près avec celles de la république moderne.
Au cours de cette période, les circonstances politiques ont conduit à des conflits sur ces zones entre le royaume de Hongrie et l'Empire byzantin. À la suite d'un changement de pouvoir entre les deux au début du XIIe siècle, la Bosnie s'est retrouvée hors du contrôle des deux et a émergé comme le banat de Bosnie (sous le règne des bans locaux).
Le premier dirigeant bosnien était ban (prince) Borić (1154-1163), le second Kulin (ban) (1180-1204) dont le gouvernement marqua le début de conflits religieux, liés à une Église bosnienne, souvent considérée comme hérétique par les catholiques romains et les byzantins orthodoxes, et plus tard associée au bogomilisme. En 1232, le ban Ninoslav fait du bogomilisme (ou « patarinisme ») la religion d'État. Après la chute du royaume de Bosnie, une partie de la population, nottamment issue de l'Église bosnienne schismatique, se convertiront progressivement à l'islam.
En réponse aux tentatives hongroises d'utiliser la politique de l'Église concernant la question de l'hérésie comme moyen de regagner la souveraineté sur la Bosnie, Kulin (ban) a tenu un conseil des dirigeants de l'église locale pour renoncer à l'hérésie et a embrassé le catholicisme. Malgré cela, les ambitions hongroises sont restées inchangées longtemps après la mort de Kulin en 1204, ne diminuant qu'après une invasion infructueuse en 1254.
La Serbie et la Croatie se considéraient souvent comme ayant droit à des parties de la Bosnie pour des raisons ethniques, cependant, à plusieurs reprises lorsque ces voisins étaient des États indépendants ou des provinces de royaumes plus grands, ils ne détenaient que des parties de la Bosnie, et seulement brièvement.
Pendant ce temps, la population s'appelait Dobri Bošnjani (« Bons Bosniaques »). Les noms serbe et croate, bien qu'apparaissant occasionnellement dans les zones périphériques, n'étaient pas utilisés en Bosnie proprement dite.
L'histoire de la Bosnie jusqu'au début du XIVe siècle a été marquée par une lutte de pouvoir entre les familles Šubić et Kotromanić. Ce conflit a pris fin en 1322, lorsque Stephen II Kotromanić est devenu ban . Au moment de sa mort en 1353, il réussit à annexer des territoires au nord et à l'ouest, ainsi que Zachlumie et certaines parties de la Dalmatie. Il a été remplacé par son neveu ambitieux Tvrtko qui, après une lutte prolongée avec la noblesse et les conflits interfamiliaux, a pris le contrôle total du pays en 1367. En 1377, la Bosnie a été élevée au rang de royaume avec le couronnement de Stefan Tvrtko Ier de Bosnie comme premier Roi de Bosnie à Mile près de Visoko au cœur de la Bosnie.
C'était le royaume féodal le plus puissant de la région. Cependant, après sa mort en 1391, la puissance et l'influence de la Bosnie déclinèrent lentement. Epuisée par des conflits internes et livrée à elle-même, sous le règne du dernier roi Stjepan Tomašević, la Bosnie perd son indépendance en 1463. Au siècle suivant, l'ensemble du territoire de l'actuelle Bosnie-Herzégovine fait partie de l'Empire ottoman et est devenue sa province la plus à l'ouest.

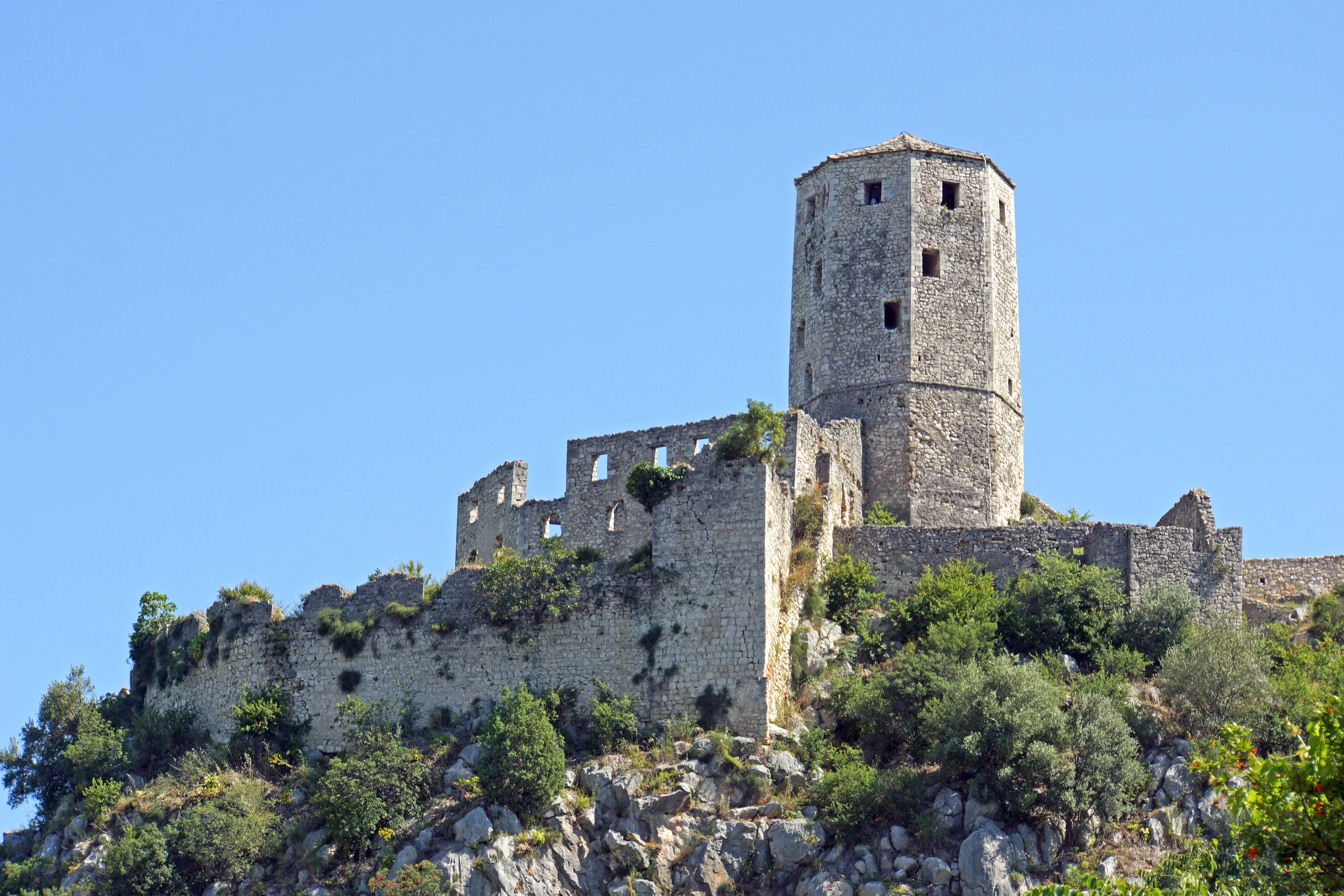
Le fort de Počitel (au sud de Mostar)..
(Photo Dennis Jarvis).

### Empire ottoman

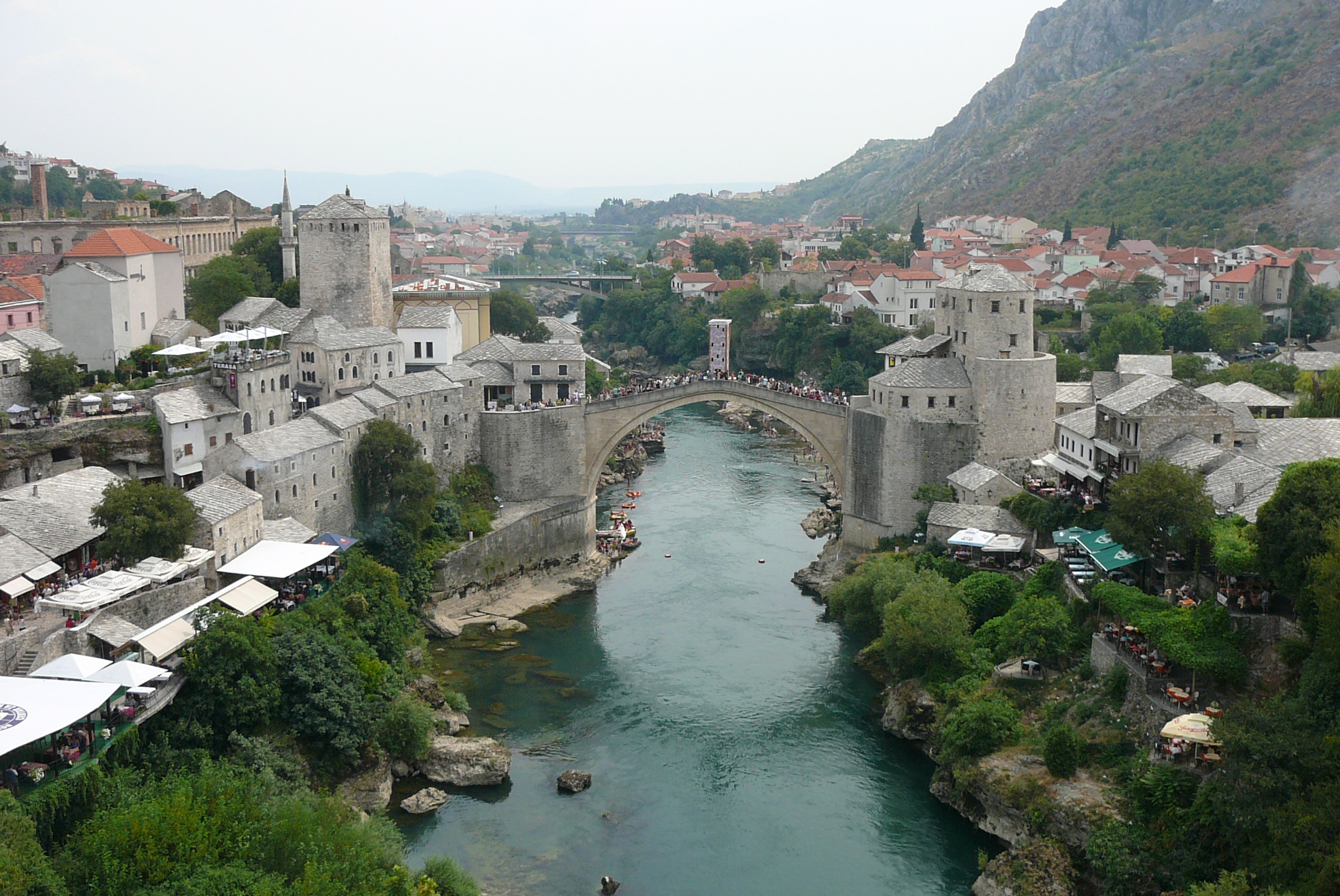
Pont de Mostar construit en 1565.

La conquête ottomane de la Bosnie a marqué une nouvelle ère dans l'histoire du pays et introduit des changements drastiques dans le paysage politique et culturel. En 1580, la Pachalik de Bosnie a été fondée, qui comprenait la zone de l'ensemble de l'État actuel de Bosnie-Herzégovine, des parties de la Croatie, du Monténégro et du Sandjak de Novipazar de la Serbie, qui a finalement abouti au vilayet de Bosnie vers 1867.
Lors de l'expansion de l'Empire ottoman en Europe centrale, la Bosnie a été épargnée en tant que province frontalière et a connu une longue période de prospérité et de progrès. De nombreuses villes (telles que Sarajevo et Mostar) ont été établies et sont devenues d'importants centres régionaux de commerce et de culture civique. La construction de nombreux bâtiments importants de l'architecture islamique a été financée, tels que le vieux pont de Mostar, la mosquée de Gazi Husrev-bey à Sarajevo et le pont Mehmed Pacha Sokolović de Višegrad.
Le règne a duré quatre siècles et a entraîné des changements notables, y compris l'émergence d'une communauté musulmane qui est devenue majoritaire également pour des avantages sociaux, économiques et politiques, bien que les orthodoxes et les catholiques aient été protégés par décret impérial.
Les nouveaux maîtres ottomans feront venir des Valaques de religion orthodoxe comme force de travail ainsi que pour repeupler les territoires désertés à cause de la guerre ou de divers fléaux. C'est à partir de ce moment que s'implante plus sérieusement le courant chrétien orthodoxe en Bosnie alors qu'il n'était que très peu présent auparavant.
L'instabilité et les troubles dans le pays ont provoqué un soulèvement en Bosnie-Herzégovine. Le soulèvement s'est propagé rapidement et a été rejoint par plusieurs autres États et grandes puissances, forçant l'Empire ottoman à céder le contrôle de la Bosnie-Herzégovine à la monarchie austro-hongroise, selon le congrès de Berlin.
Selon Victor Tissot, la Bosnie comptait vers 1880 un peu plus d'un million d'habitants dont 615 000 musulmans, 450 000 chrétiens orthodoxes, 155 000 chrétiens catholiques, 11 500 Tziganes et 3 500 Juifs séfarades issus de la péninsule Ibérique.

### Empire austro-hongrois

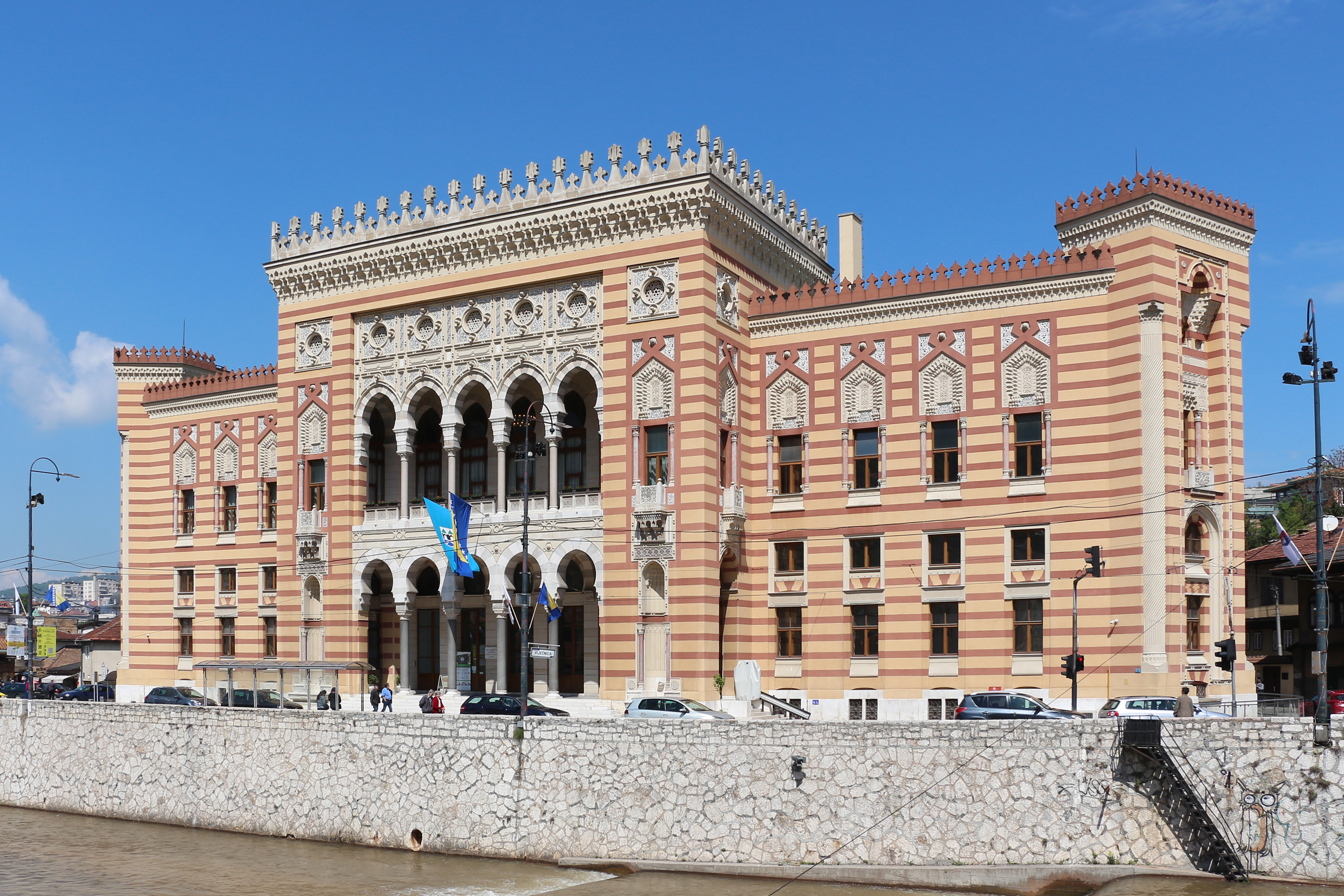
Bibliothèque nationale et universitaire de Bosnie-Herzégovine, construite pendant l'Empire austro-hongrois.

Au congrès de Berlin, l'Autriche-Hongrie obtient l'administration de la Bosnie-Herzégovine. Profitant des troubles dans l'Empire ottoman, la diplomatie austro-hongroise tente d'obtenir l'approbation provisoire de la Russie pour modifier le statut de la Bosnie-Herzégovine et publie la proclamation d'annexion en 1908. Malgré les objections internationales, la Russie et la Serbie durent accepter l'annexion austro-hongroise de la Bosnie-Herzégovine en mars 1909.
La monarchie des Habsbourgs avait plusieurs préoccupations clés en Bosnie. Elle a tenté de dissiper le nationalisme sud-slave en contestant les revendications antérieures des Serbes et des Croates sur la Bosnie.
Bien que relativement réussie sur le plan économique, la politique austro-hongroise qui reposait sur la promotion de l'idée d'une seule nation bosniaque multiconfessionnelle n'a pas réussi à freiner la croissance du nationalisme.
Lors de la période de l'éveil des nationalismes au XIXe siècle, les catholiques de Bosnie commencent à s'identifier comme Croates alors que les orthodoxes s'identifient comme Serbes. Ces entreprises de croatisation (en) et serbisation (en) de la population chrétienne, menées par les intellectuels et missionnaires des pays voisins, seront alors décriées par le frère franciscain Antun Knežević (en), lui-même catholique mais s'identifiant comme Bosniaque, et partisan d'un nationalisme bosniaque multiconfessionnel,. Avec le temps, ce sont surtout les musulmans qui gardent un sentiment d'appartenance envers la Bosnie ; ils s'identifient comme « Bosniaques », tandis que le terme « Bosniens » désigne tous les habitants de la Bosnie-Herzégovine sans distinction de religion, conformément aux principes de la laïcité et du droit du sol.
La monarchie des Habsbourgs a aussi essayé de prévoir la modernisation en codifiant des lois, en introduisant de nouvelles institutions politiques, en établissant et en développant des industries.
Les tensions politiques entre Belgrade et Vienne culminèrent le 28 juin 1914, lorsque le jeune nationaliste serbe Gavrilo Princip assassina l'héritier du trône austro-hongrois François-Ferdinand d'Autriche à Sarajevo. Cet acte est considéré comme le déclencheur de la Première Guerre mondiale.

### Royaume de Yougoslavie
Après la Première Guerre mondiale, la Bosnie-Herzégovine a rejoint le royaume des Serbes, Croates et Slovènes. La vie politique en Bosnie à cette époque était marquée par les troubles sociaux et économiques liés à la redistribution de la propriété et la formation de plusieurs partis politiques qui changeaient fréquemment de coalitions et d'alliances avec des partis d'autres régions yougoslaves.
Le conflit idéologique dominant de l'État yougoslave, entre le régionalisme croate et la centralisation serbe, était abordé différemment par les principaux groupes ethniques de Bosnie et dépendait de l'atmosphère politique générale.
Les réformes politiques apportées dans le royaume yougoslave nouvellement établi ont vu peu d'avantages pour les Bosniaques; selon le recensement final de la propriété foncière et de la population selon l'appartenance religieuse de 1910 effectué en Autriche-Hongrie, les musulmans (bosniaques) possédaient 91,1 %, les serbes orthodoxes 6,0 %, les catholiques croates 2,6 % et les autres 0,3 % de la propriété. À la suite des réformes, les musulmans bosniaques ont été dépossédés d'un total de 1 175 305 hectares de terres agricoles et forestières.
La création du royaume de Yougoslavie en 1929 a entraîné le redécoupage des régions administratives en banates ou banovinas qui évitaient délibérément toutes les lignes historiques et ethniques, supprimant toute trace d'une entité bosniaque.
L' Accord Cvetković-Maček qui a créé le banat croate en 1939 a encouragé ce qui était essentiellement une partition de la Bosnie entre la Croatie et la Serbie.
Cependant, la menace croissante de l'Allemagne nazie d'Adolf Hitler a forcé les hommes politiques yougoslaves à déplacer leur attention. Après une période marquée par des tentatives d'apaisement, la signature du traité tripartite et un coup d'État, la Yougoslavie est finalement envahie par l'Allemagne le 6 avril 1941.

### Seconde Guerre mondiale

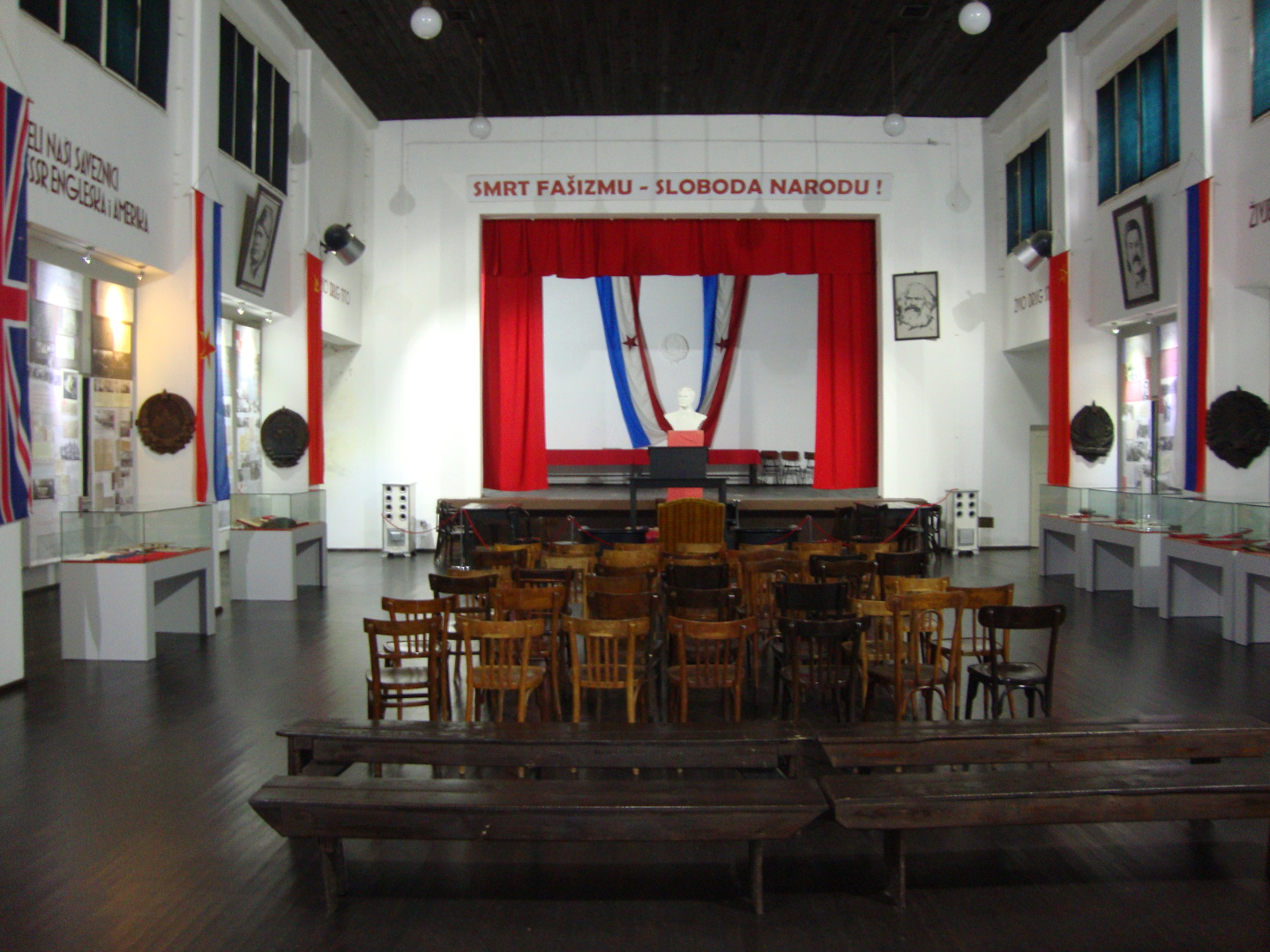
Bâtiment à Jajce, dans lequel le 29 novembre 1943, l'AVNOJ a proclamé un gouvernement provisoire de Yougoslavie.

Pendant la Seconde Guerre mondiale, après l'invasion de la Yougoslavie, le territoire de la Bosnie-Herzégovine est cédé en 1941 à l'état indépendant de Croatie allié du Troisième Reich. Certains Croates et Bosniaques s'y rallient ou s'y soumettent ; d'autres s'y opposent dans la guerre de résistance qui suit l'invasion.
De nombreux Serbes rejoignent le mouvement, fidèle au gouvernement yougoslave en exil à Londres, des Tchetniks, un mouvement nationaliste serbe dans le but d'établir un État Grande Serbie.
Un autre mouvement de résistance, multiethnique, se constitue : celui des partisans communistes. Un grand nombre de Bosniaques, Croates et Serbes, mais également des Slovènes, Macédoniens, Monténégrins ou Albanais s'y engagent.
Une guerre à cinq commence alors : s'affrontent d'un côté les Allemands et les Oustachis Croates d'Ante Pavelić, d'un autre côté les Tchetniks du Serbe Draža Mihailović, et, à partir de l'été 1941 les partisans de Tito, qui affrontent aussi les Tchetniks à partir de 1943, poussant certains groupes à s'allier aux Oustachis, ou aux Italiens qui de leur côté, rejoignent les Alliés à l'automne 1943. Certains musulmans bosniaques étaient avec les Oustachi et un petit groupe est devenu membre de l'unité SS nazie, mais de nombreux musulmans bosniaques ont combattu aux côtés de partisans, qui ont promis à la Bosnie leur propre république et aux musulmans un statut spécial dans son sein.
Les dirigeants de la NDH se sont lancés dans une campagne d'extermination des Serbes, des Juifs, des Roms ainsi que des Croates dissidents et, plus tard, des partisans de Josip Broz Tito. On estime que 209 000 Serbes, soit 16,9 % de sa population en Bosnie, ont été tués pendant la guerre.
Les Tchetniks, à leur tour, ont poursuivi une campagne génocidaire contre les musulmans et les Croates de souche, ainsi que la persécution d'un grand nombre de Serbes communistes et d'autres sympathisants communistes. Les populations musulmanes de Bosnie-Herzégovine et du Sandžak étant une cible principale. Sur les 75 000 musulmans qui ont perdu la vie en Bosnie-Herzégovine pendant la guerre,environ 30 000 (principalement des civils) ont été tués par les Chetniks.
Les massacres contre les Croates étaient de moindre ampleur mais similaires en action. Entre 64 000 et 79 000 Croates de Bosnie ont été tués entre avril 1941 et mai 1945. Parmi ceux-ci, environ 18 000 ont été tués par les Tchetniks.
De ces affrontements et changements d'alliances sortent largement vainqueurs les partisans de Tito d'autant que les « cinq de Cambridge » ont réussi à convaincre Winston Churchill de miser sur Tito et de réserver à ses partisans l'essentiel de la logistique Alliée. Dans ce contexte se forme, le 29 novembre à Jajce, le Conseil antifasciste de libération nationale de Yougoslavie au cours de laquelle il a été décidé d'établir une Yougoslavie en tant que fédération avec six républiques, dont l'une serait la Bosnie-Herzégovine à l'intérieur de ses frontières à partir de la période Autriche-Hongrie.
La fin de la guerre et la victoire des Partisans sont, conformément à ce programme, suivies de la proclamation de la république fédérative socialiste de Yougoslavie, dont la république socialiste de Bosnie-Herzégovine devient une entité fédérée.

### République fédérative socialiste de Yougoslavie

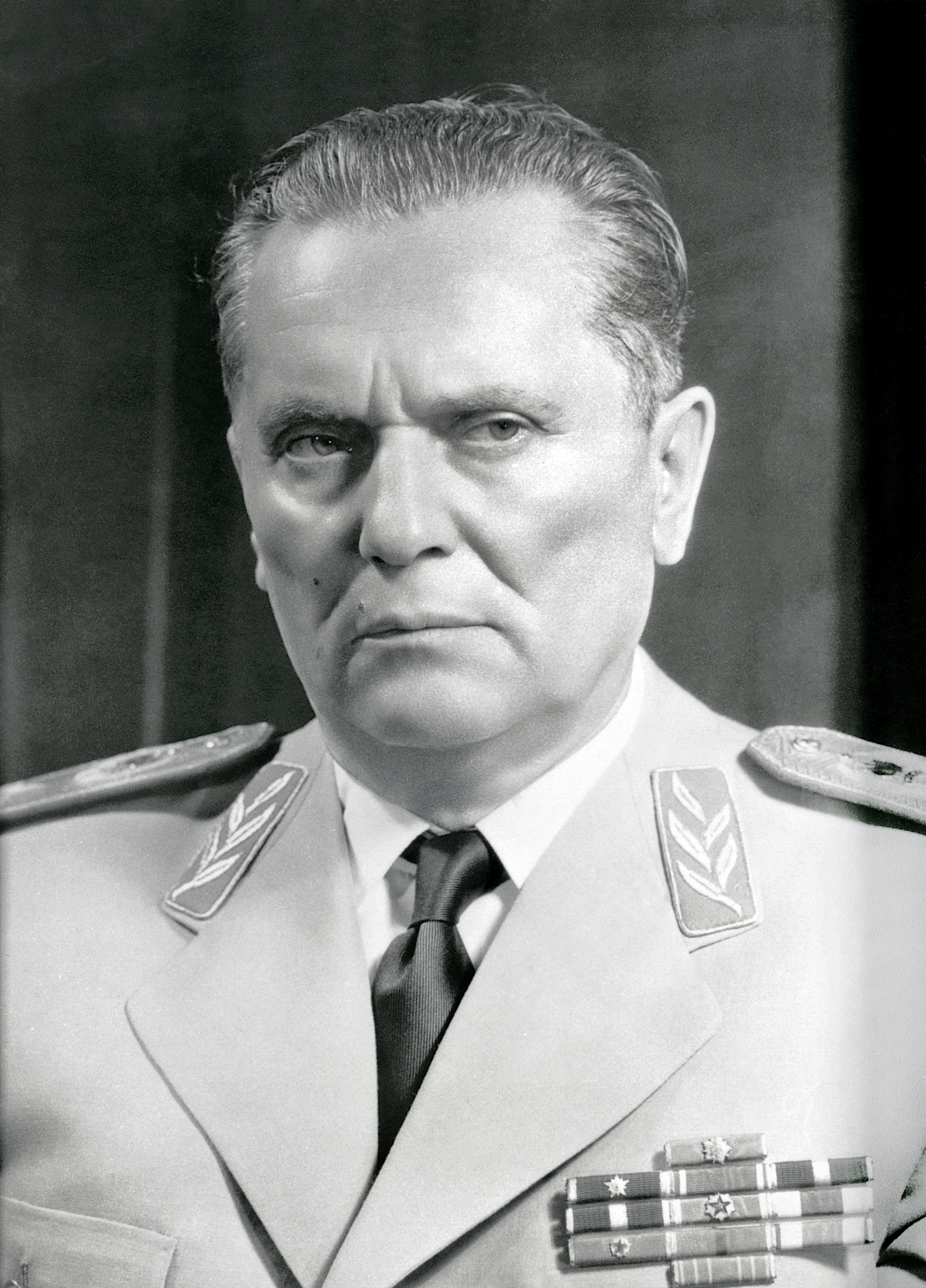
Josip Broz Tito.

Après la Seconde Guerre mondiale, avec la fondation de la république fédérative socialiste de Yougoslavie, un État fédéral avec les six républiques socialiste de Slovénie, Croatie, Bosnie-Herzégovine, Monténégro, Macédoine et Serbie avec les provinces autonomes du Kosovo et de la Voïvodine a émergé.
Entre 1945 et le début des années 1990, la république socialiste de Bosnie-Herzégovine a connu une industrialisation, une modernisation et une urbanisation accélérées, et en même temps les institutions du pays ont été établies, soulignant son statut d'État et son indépendance institutionnelle.
En raison de sa position géographique centrale au sein de la fédération yougoslave, la Bosnie a été choisie comme base pour le développement de l'industrie de la défense militaire. Cela a contribué à une grande concentration d'armes et de personnel militaire en Bosnie; un facteur important dans la guerre qui a suivi la dislocation de la Yougoslavie dans les années 1990.
Cependant, l'existence de la Bosnie au sein de la Yougoslavie, pour l'essentiel, était relativement pacifique et très prospère, avec un taux d'emploi élevé, une économie industrielle et tournée vers l'exportation, un bon système éducatif et une sécurité sociale et médicale pour chaque citoyen de Bosnie-Herzégovine.
Dans les années 1970, une forte élite politique bosnien est apparue, alimentée en partie par le leadership de Josip Broz Tito dans le Mouvement des non-alignés et les bosniens servant dans le corps diplomatique yougoslave. Tout en travaillant au sein du système socialiste, des politiciens tels que Džemal Bijedić, Branko Mikulić et Hamdija Pozderac ont renforcé et protégé la souveraineté de la Bosnie-Herzégovine.
À cette époque, des institutions éducatives, scientifiques et culturelles ont été créées, telles que l'Académie des sciences et des arts de Bosnie-Herzégovine, les universités de Sarajevo, Banja Luka, Mostar et Tuzla, et la Radio-Televizija Bosne i Hercegovine. En 1971, les Musulmans (avec M pour distinguer la religion musulmane) ont été reconnus comme le sixième peuple du pays qui, avec les Serbes et les Croates, est l'un des peuples constitutifs de la république fédérative socialiste de Yougoslavie.
En 1984, la capitale de la république, Sarajevo, a accueilli les Jeux olympiques d'hiver de 1984, qui ont rehaussé la réputation de la ville et de l'État à l'étranger. Au cours des années 1980, Sarajevo et la Bosnie-Herzégovine étaient le centre d'une sorte de culture pop en Yougoslavie. Ici, ils créent certains des cinéastes nationaux les plus populaires (Kusturica, Kenović), et les groupes pop et rock sont parmi les plus importants du pays. Au cours de cette période, la riche tradition littéraire se poursuit là où se trouvaient autrefois les auteurs bosniens les plus importants, tels que Ivo Andrić et Meša Selimović.
Avec la mort de Tito, la chute du communisme et le début de la désintégration de la Yougoslavie, la doctrine de la tolérance a commencé à perdre de sa force, créant une opportunité pour les éléments nationalistes de la société d'étendre leur influence.

### Indépendance
À la suite des déclarations d'indépendance de la Slovénie et de la Croatie vis-à-vis de la Yougoslavie, une scission importante s'est développée parmi les résidents de Bosnie-Herzégovine sur la question de savoir s'il fallait rester en Yougoslavie (très majoritairement favorisée par les Serbes) ou rechercher l'indépendance (très majoritairement favorisée par les Bosniaques et les Croates).
Après la suppression de l'autonomie de la Voïvodine et du Kosovo, et l'indépendance de la Slovénie et de la Croatie, quatre des huit membres de la Présidence de la Yougoslavie étaient des personnes fidèles à Milošević, de sorte que la Serbie prend le pouvoir en Yougoslavie et peut décider de toutes les questions importantes,.
N'acceptant pas de rester dans une Yougoslavie tronquée dominée par la Serbie, la souveraineté de la Bosnie-Herzégovine est proclamée le 15 octobre 1991.
Les députés serbes, ont abandonné le parlement central de Sarajevo et ont formé l'Assemblée du peuple serbe de Bosnie-Herzégovine le 24 octobre 1991, ce qui a marqué la fin de la coalition tripartite qui gouvernait après les élections de 1990. Cette Assemblée a autoproclamé la république serbe de Bosnie sur une partie du territoire de la Bosnie-Herzégovine le 9 janvier 1992. Le 18 novembre 1991, l'Union démocratique croate (HDZ) en Bosnie-Herzégovine a créé la Communauté croate d'Herceg-Bosna sur un territoire majoritairement habité par des Croates de Bosnie, et elle se transforme en république croate d'Herceg-Bosna le 28 août 1993 mais sans proclamer son indépendance vis-à-vis de la Bosnie-Herzégovine. Ces républiques autoproclamées n'ont pas été reconnues par le gouvernement de Bosnie-Herzégovine, qui les a déclarées illégales. Leur formation est conforme aux accords entre le dirigeant serbe Slobodan Milošević et le dirigeant croate Franjo Tuđman sur la partition de la Bosnie, dans le but d'établir une Grande Serbie et une Grande Croatie.
La déclaration de souveraineté du 15 octobre 1991 de la Bosnie-Herzégovine est suivie d'un rapport de la commission Badinter. Selon ce rapport, la Bosnie-Herzégovine ne peut être reconnue comme État indépendant par la communauté internationale que si un référendum national réclame cette reconnaissance. Ce référendum a lieu le 29 février 1992, conformément à la constitution yougoslave et aux exigences de la commission Badinter. La question référendaire était : « Êtes-vous en faveur d'une Bosnie-Herzégovine souveraine et indépendante, un État de citoyens égaux et de nations musulmanes, serbes, croates et autres qui y vivent ? ».
Le taux de participation au référendum sur l'indépendance était de 63,4 %, et 99,7 % des électeurs ont voté pour l'indépendance. Il a été boycotté par la majorité des Serbes de Bosnie.
Refusant les résultats de ce référendum, JNA et les milices serbes organisées par Radovan Karadžić, chef du parti nationaliste serbe SDS encerclent la ville de Sarajevo. Karadzić organise une conférence de presse où il déclare : une guerre interethnique et religieuse est inévitable, alors qu'Alija Izetbegović, élu président de la Bosnie, annonce qu'il n'y aura pas de guerre en Bosnie, ni interne ni importée. Le 30 mars 1992, le chef d'état major de l'armée yougoslave (JNA), le général Blagoje Adžić, déclare : La sécession de la Bosnie-Herzégovine est inacceptable et l'armée fédérale est prête à y intervenir pour défendre le peuple serbe menacé par une agression ouverte.

### Guerre de Bosnie-Herzégovine
La Bosnie-Herzégovine a déclaré son indépendance le 3 mars 1992. La Communauté européenne et les États-Unis reconnaissent l'indépendance de la Bosnie-Herzégovine, le 6 avril 1992, et son adhésion dans l'Organisation des Nations unies a lieu le 22 mai 1992, en même temps que celles de la Croatie et de la Slovénie.
Dès 1991, l’Armée populaire yougoslave (JNA), devenue armée serbe, utilise la Bosnie comme base pour des opérations de guerre en Croatie. À l'époque, elle mobilisait et armait les Serbes de Bosnie, occupait des positions stratégiques et préparait le siège des grandes villes. À la suite de la déclaration d'indépendance de la Bosnie-Herzégovine, JNA et les milices serbes de Bosnie se sont mobilisées dans différentes parties du pays. Les forces gouvernementales étaient mal équipées et non préparées pour la guerre.
La reconnaissance internationale de la Bosnie-Herzégovine a accru la pression diplomatique pour que l'Armée populaire yougoslave (JNA) se retire du territoire de la république, ce qu'elle a officiellement fait en juin 1992. Les membres serbes de Bosnie de la JNA ont simplement changé d'insigne, formé l’Armée de la république serbe de Bosnie (VRS), et a continué les combats. Armée et équipée à partir des stocks de la JNA en Bosnie, soutenue par des volontaires et diverses forces paramilitaires de Serbie, et bénéficiant d'un important soutien humanitaire, logistique et financier de la république fédérale de Yougoslavie (Serbie et Monténégro), les offensives serbes en 1992 ont réussi à placer une grande partie du pays sous son contrôle.
Bijeljina est la première ville bosniaque à être investie par l'armée yougoslave et par les milices serbes sous les ordres d'Arkan. « Nous avions l'ordre de tuer le plus de musulmans possible », confesse Goran Jelisić, un jeune mécanicien serbe recruté à Bijeljina par Arkan pour participer au nettoyage ethnique de Brčko dans le Nord de la Bosnie.
Le 8 avril 1992, Zvornik a été attaqué par les Serbes. José María Mendiluce (en), du Haut Commissariat des Nations unies pour les réfugiés, responsable pour l'ex-Yougoslavie, parvient à franchir le pont Mehmed Pacha Sokolović sur la Drina et à longer Zvornik avant d'être arrêté par un groupe de miliciens. Lorsqu'il eut quitté ses fonctions, il décrivit la scène suivante : Dans un virage, avant d'être interceptée, ma voiture a patiné sur du sang, j'ai croisé des camions remplis de cadavres.

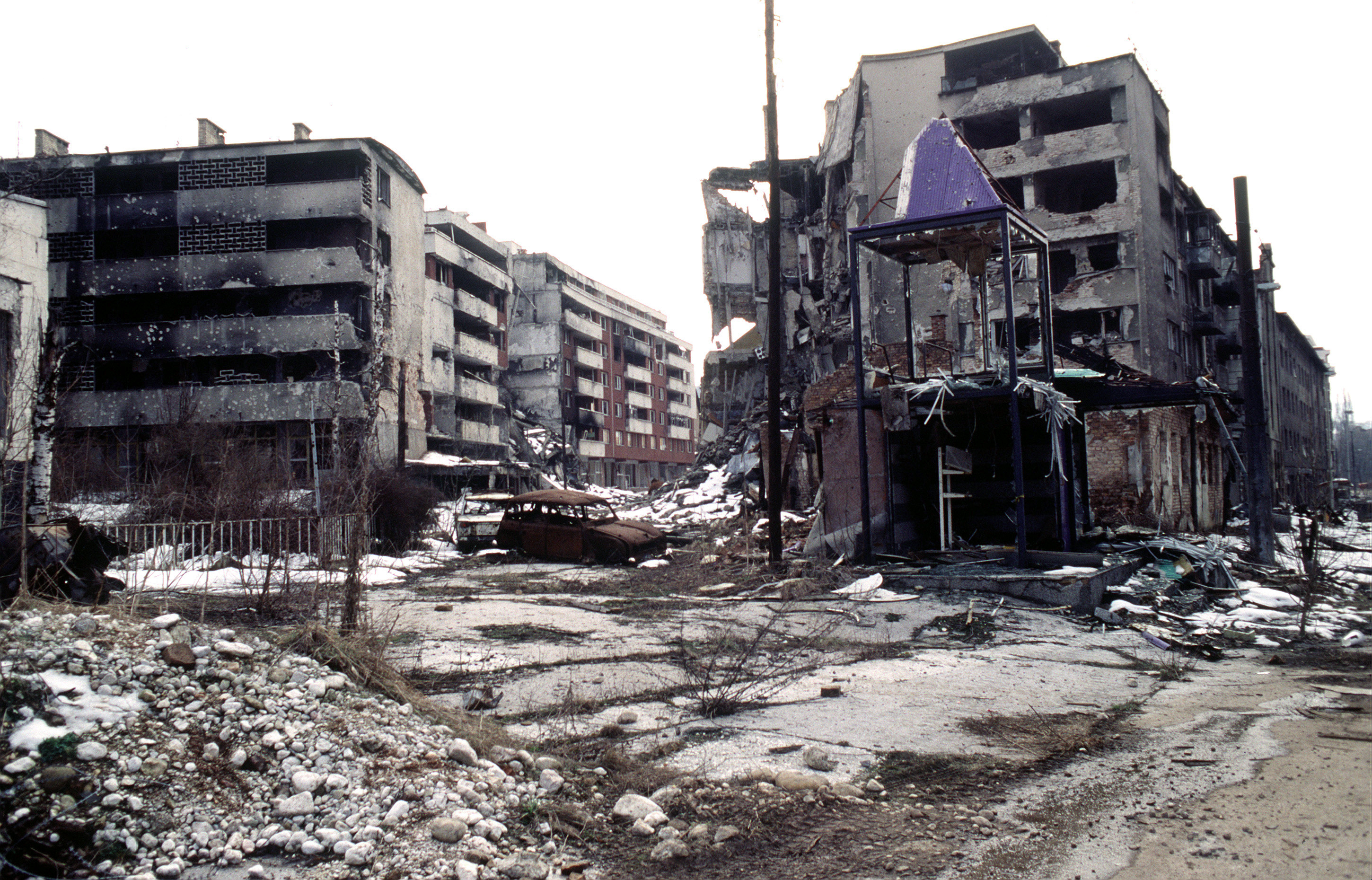
Immeubles d'appartements gravement endommagés dans le quartier de Grbavica à Sarajevo.

Dès la fin de 1991, l’Armée populaire yougoslave (JNA), a déployé de l'artillerie sur les collines autour de Sarajevo, préparant le siège de la ville. Ainsi, immédiatement après la déclaration d'indépendance de la Bosnie, le siège de Sarajevo a commencé et a duré quatre ans. Incapables de conquérir la ville, ils coupent l'eau, le chauffage et l'électricité de la ville isolée, et épuisent la population civile torturée par des bombardements aveugles quotidiens. Après le 19 mai 1992, les troupes de la JNA en Bosnie ont changé leur nom en Armée de la république serbe de Bosnie (VRS) et, avec les forces paramilitaires serbes, ont continué à bombarder la ville à partir des mêmes positions.
Les forces serbes se sont concentrées en particulier sur la destruction des archives de la coexistence ethnique en Bosnie, comme le largage de bombes incendiaires sur la Bibliothèque nationale et universitaire de Sarajevo, brûlant la majeure partie de son contenu avec des milliers de textes irremplaçables. Des immeubles résidentiels, des hôpitaux, des boulangeries et d'autres installations non militaires ont été systématiquement bombardés.
Près de 10 000 personnes ont été tuées, dont plus de 1 500 enfants, et 56 000 autres ont été blessées et près de 15 000 enfants. Pendant le siège, la ville a été touchée par une moyenne d'environ 329  grenades par jour, culminant à 3 777 grenades le 22 juillet 1993.
Afin d'arrêter les massacres de civils, en mai 1995, après des avertissements infructueux, l'OTAN intervient dans le conflit et bombarde les positions serbes autour de Sarajevo. À la suite de cela, les forces serbes de Bosnie ont pris en otage plus de deux cents casques bleus et observateurs de l'ONU pour empêcher de nouvelles frappes aériennes.
Le nettoyage ethnique de Prijedor a commencé fin avril 1992, à la suite de l'occupation de la zone par des unités paramilitaires et la JNA. Des milliers de non-Serbes ont été tués dans les villages et la ville de Prijedor, et leurs maisons incendiées. Plus de 30 000 hommes, femmes et enfants ont transité par les camps de concentration d' Omarska, Keraterm et Trnopolje, où massacres, tortures, viols et conditions de vie épouvantables ont rapidement décimé le nombre de prisonniers. Des dirigeants non serbes ont été éliminés, des fonctionnaires, des intellectuels, des dirigeants politiques et des hommes d'affaires emprisonnés ou déportés, et toutes les traces importantes de la culture et de la religion musulmanes et croates, y compris les mosquées et les églises catholiques, ont été détruites. Le nombre total de personnes tuées et déportées en 1993 était de 52 811.
Aucune convention de guerre n'est appliquée et la barbarie se déchaîne (viols, tortures, assassinats, formation de camps de concentration),.
L'avancée des Serbes de Bosnie, a été accompagnée avec le nettoyage ethnique des Bosniaques et des Croates de Bosnie de toute la zone contrôlée par la VRS. Des dizaines de camps de concentration ont été établis dans lesquels les détenus ont été soumis à la violence et aux abus, y compris le Viol.
En 1993, le Conseil de sécurité des Nations unies a créé le Tribunal pénal international pour l'ex-Yougoslavie pour juger les personnes accusées de crimes de guerre, de crimes contre l'humanité et de génocide.
Le nettoyage ethnique a culminé avec le massacre de Srebrenica de plus de 8 000 hommes et garçons bosniaques en juillet 1995, qui a été qualifié de génocide par le Tribunal pénal international pour l'ex-Yougoslavie (TPIY).
Les forces croates de Bosnie et bosniaques ont également commis des crimes de guerre contre des civils de différents groupes ethniques, mais à plus petite échelle.
La violence se déchaîne aussi entre Croates et Musulmans (combats de Mostar et dynamitage de son pont, sac de Stolac et dynamitage de sa mosquée…).
Le conflit bosno-croate a pris fin en mars 1994, avec la signature de l'accord de Washington, conduisant à la création d'une fédération de Bosnie-et-Herzégovine, qui a fusionné le territoire détenu par le HVO avec celui détenu par l'Armée de la république de Bosnie-Herzégovine(ARBiH).
Les populations croato-bosniaques ont alors obtenu une aide logistique accrue de la part de la communauté internationale, qui isola la république fédérale de Yougoslavie (Serbie et Monténégro) officiellement définie comme agresseur (même si les Serbes continuaient de dire qu'il s'agissait d'une guerre légitime pour permettre le maintien dans la Yougoslavie des populations désirant y rester).
L'offensive conjointe en Croatie, en 1995, des forces croates de Croatie et de Bosnie, et des forces bosniaques, permit la conquête de tous les territoires serbes de Croatie. La population serbe de ces territoires a été expulsée vers la république serbe de Bosnie, où elle a repeuplé des territoires ethniquement nettoyés des non-Serbes, et une partie est allée en Serbie.
Les efforts de la communauté internationale pour tenter de faire cesser le conflit et éviter les pertes humaines parmi la population eurent peu d'effets concrets malgré l'envoi de plus de 38 000 militaires sous le drapeau de l'ONU. La Forpronu perdit 167 hommes et compta plus de 700 blessés.
Le 14 décembre 1995, les accords de Dayton ont été signés à Paris, mettant fin à la guerre et confirmant l'existence et la continuité juridique de l'État de Bosnie-Herzégovine à l'intérieur de ses frontières actuelles. Elle sera composée de deux entités : la fédération de Bosnie-et-Herzégovine (51 % du territoire et 70 % de la population) et la république serbe de Bosnie (49 % du territoire et 25 % de la population), chacune pouvant établir des « relations parallèles » avec les pays voisins. Comme l'a dit Florence Hartmann: «À Dayton, les grandes puissances ont récompensé ceux qui, quelques semaines plus tôt, avaient systématiquement déporté et tué la population musulmane de l’enclave en leur attribuant les champs de la mort et en leur permettant ensuite de les repeupler à leur guise afin d’en modifier à jamais la structure ethnique ».
En 1995-1996, une force internationale de maintien de la paix (IFOR) dirigée par l'OTAN, comprenant 60 000 soldats, intervint en Bosnie afin de mettre en place et de surveiller les aspects militaires de l'accord. À l'IFOR succéda une force de stabilisation (Sfor) plus réduite (14 000 soldats en 2003) dont la mission était d'empêcher la reprise des hostilités. À cette Sfor, a succédé en décembre 2004 l'Eufor, une force militaire de l'Union européenne de 7 000 hommes environ. La force de police internationale de l'ONU en Bosnie-Herzégovine a été remplacée fin 2002 par la Mission de police de l'Union européenne (MPUE), premier exemple pour l'Union européenne d'une telle force de police, ayant des missions de surveillance et d'entraînement.

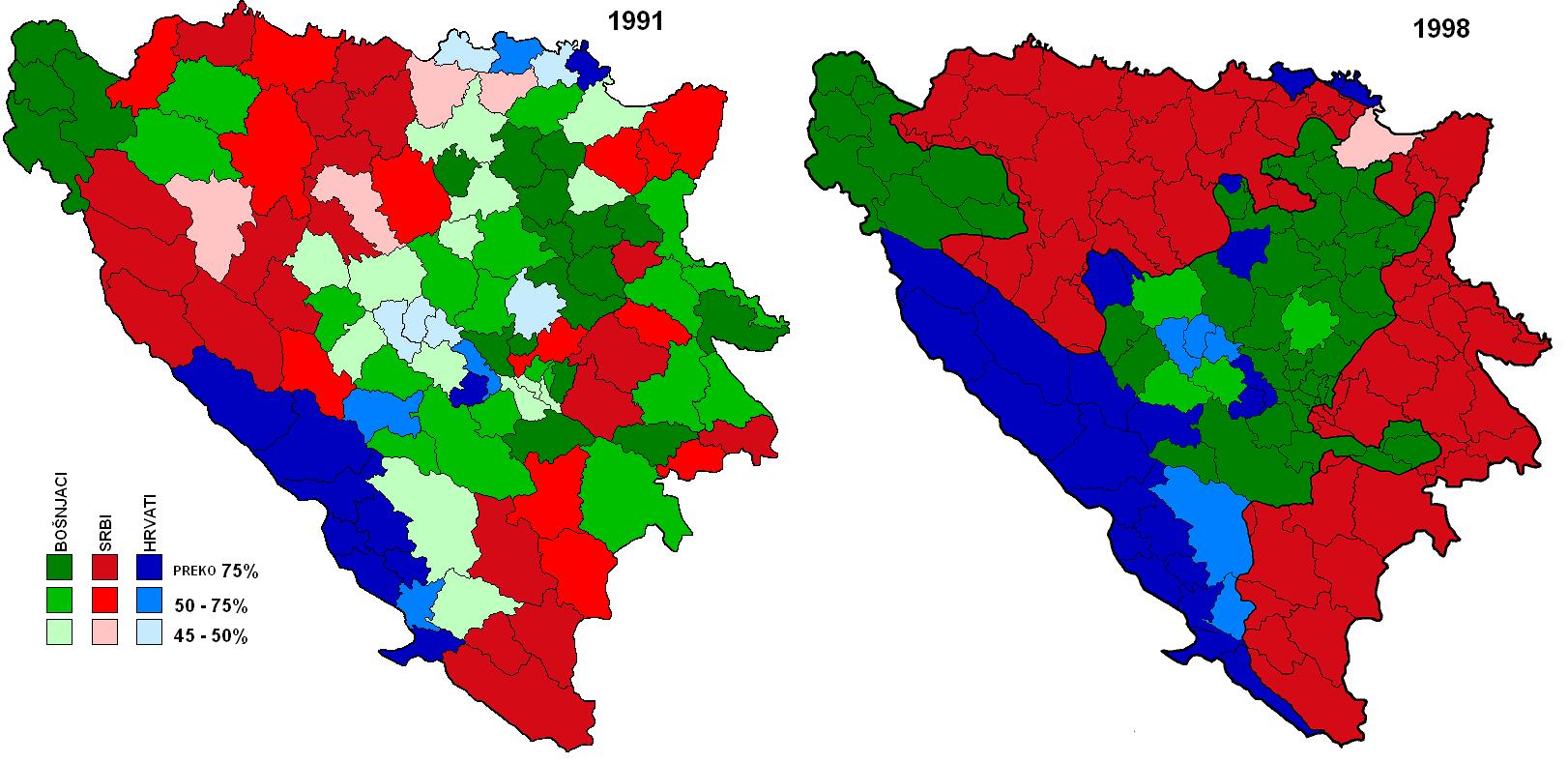
Composition ethnique de la Bosnie-Herzégovine avant et après la guerre.

Les principaux dirigeants politiques et militaires de la république serbe de Bosnie sont reconnus coupables et condamnés pour crimes de guerre. Le président de la république serbe de Bosnie Radovan Karadžić et le chef de l'armée Ratko Mladić ont été reconnus coupables de génocide à Srebrenica et condamnés à la réclusion à perpétuité,.Le président Serbie Slobodan Milošević, accusé de génocide et de crimes contre l'humanité au Kosovo, en Croatie et en Bosnie-Herzégovine, est décédé en prison avant la fin du procès.
La guerre a causé la mort de « 100 000 civils et militaires bosniaques, serbes et croates ; 1,8 million de personnes furent déplacées, tous groupes ethniques confondus.
L'analyse ethnique de la population du territoire de la république serbe de Bosnie, d'après le recensement de la population de l'année 1991 en comparaison avec après-guerre en l'an 1997 (source : IMG, sur la base du recensement de la population de l'année 1991 et des estimations de l'UNHCR pour l'année 1997) montre la quasi-disparition des Bosniaques de ce territoire :
- 1991 : Serbes 54,30 % ; Bosniaques 28,77 % ; Croates 9,39 % ; autres 7,53 % ;
- 1997 : Serbes 96,79 % ; Bosniaques 2,19 % ; Croates 1,02 % ; autres 0,0 %.

#### Défenseurs de la Bosnie-Herzégovine multiethnique
La Bosnie-Herzégovine est un pays historiquement caractérisé par la diversité culturelle et religieuse de sa population. Dès le début de l’agression contre le pays en 1992, de nombreuses personnalités bosniennes issues de milieux variés se sont engagées en faveur d’un État démocratique, uni et multiethnique. Bien que d’origines différentes, ils ont privilégié une identité civique et se sont définies avant tout comme Bosniens, en rejetant les logiques nationalistes.
Au sein de l’Armée de la République de Bosnie-Herzégovine, on comptait environ 30 % de Serbes et de Croates de Bosnie. À Sarajevo, durant le siège, environ 50 000 Serbes de Bosnie sont restés dans la ville, et quelque 2 000 Croates de Bosnie ont activement participé à sa défense, aux côtés de leurs concitoyens.
Les instigateurs du conflit visaient précisément la division de la population selon des critères ethniques, mise en œuvre par des campagnes de nettoyage ethnique, des déplacements forcés et des massacres ciblés de civils. Malgré cela, de nombreux Bosniens ont choisi de rester fidèles à l’idée d’une société multiethnique. Plusieurs de ces personnalités, engagées en faveur d’une Bosnie-Herzégovine unie, ont été perçues comme des traîtres par certains courants nationalistes issus de leur propre communauté.
Durant et après le conflit de 1992-1995, des figures militaires telles que Jovan Divjak (Serbe de Bosnie),, Stjepan Šiber (Croate de Bosnie) et Dragan Vikić, tous membres de l’Armée de la République de Bosnie-Herzégovine, ont incarné la résistance à l’ethnonationalisme. Des responsables politiques comme Alija Izetbegović, Haris Silajdžić, Zlatko Lagumdžija, Ivo Komšić et Željko Komšić (Bosniaques et Croates de Bosnie) ont également défendu une conception inclusive de l’État.
Parmi les figures engagées en faveur de la paix et de la coexistence interethnique figure Bogić Bogićević (Serbe de Bosnie), qui, en mars 1991, s’opposa à l’instauration de la loi martiale lors d’un vote crucial au sein de la présidence fédérale yougoslave. Par son refus, il bloqua une tentative visant à légitimer l’usage de l’Armée populaire yougoslave (JNA), alors placée sous contrôle serbe, pour intervenir en Slovénie, en Croatie et en Bosnie-Herzégovine sous prétexte de maintenir l’ordre, ouvrant ainsi la voie à des occupations militaires,.
Nikola Kovač, d'origine Serbe de Bosnie et ambassadeur de Bosnie-Herzégovine en France pendant la guerre, s’est également engagé en faveur d’un État civique et unitaire.
À l’échelle internationale, des personnalités telles que Paddy Ashdown (ancien Haut Représentant pour la Bosnie-Herzégovine), Florence Hartmann (ancienne porte-parole du TPIY) et Bernard-Henri Lévy ont plaidé pour une Bosnie-Herzégovine souveraine, démocratique et plurielle.
De nombreux combattants, responsables politiques, artistes, intellectuels et membres de la société civile en Bosnie-Herzégovine, ainsi que diverses figures et associations engagées à l’étranger, ont également contribué à préserver et à promouvoir l’idéal d’un État multiethnique fondé sur la coexistence pacifique et l’égalité entre tous ses citoyens. 

## Géographie
La Bosnie-Herzégovine se trouve dans les Balkans occidentaux, au sud-est de l'Europe. Elle borde la Croatie (956 km) au nord, au nord-ouest et au sud, la Serbie à l'est (345 km) et le Monténégro au sud-est (242 km). À l'extrême sud, dans la commune de Neum, elle débouche dans la mer Adriatique sur environ 20 km. Les frontières de la Bosnie-Herzégovine sont pour la plupart d'origine naturelle et sont majoritairement composées des rivières Drina, Sava et Una, et de montagnes, comme la Dinara au sud-ouest.
La Bosnie-Herzégovine se compose de deux unités géographiques et historiques: la plus grande partie Bosnie au nord (40 000 km2) montagneuse et couverte de forêts épaisses, et la plus petite partie Herzégovine au sud, constituée de collines rocheuses et de terres agricoles plates.

### Topographie
Le pays est principalement montagneux, englobant les Alpes dinariques centrales. Les parties nord-est atteignent la plaine de Pannonie, tandis qu'au sud, elle borde la mer Adriatique. Les Alpes dinariques s'étendent généralement dans une direction sud-est-nord-ouest et s'élèvent vers le sud. Le point culminant du pays est le pic de Maglić à 2 386 m, à la frontière du Monténégro. La Bosnie centrale est la partie la plus montagneuse de la Bosnie avec les montagnes importantes Vlašić, Čvrsnica et Prenj. D'autres montagnes plus grandes sont Volujak, Vranica, Vran, Lelija, Zelengora et Velež.
La Bosnie orientale comprend également des montagnes comme Trebević, Jahorina, Igman, Bjelašnica et Treskavica. C'est ici que les Jeux olympiques d'hiver de 1984 ont eu lieu.
Vers le nord-ouest, les montagnes dinariques sont un peu plus basses (Cincar, Dinara, Šator, Grmeč), et sont séparées par des champs karstiques (poljes): poljé de Livno, poljé de Duvno, Kupreško polje et Glamočko polje.
La composition géologique de la chaîne de montagnes dinariques en Bosnie se compose principalement de calcaire, avec des gisements de fer, de charbon, de zinc, de manganèse, de bauxite, d’antimoine, de plomb et de sel présents dans certaines régions, en particulier dans le centre et le nord de la Bosnie.
Dans l'ensemble, près de 42,8 % de la Bosnie-Herzégovine est boisée. La plupart des zones forestières se trouvent dans les parties centrale, orientale et occidentale de la Bosnie.
Les terres agricoles représentent 42,2 %, les terres fertiles 13,6% de la superficie de la Bosnie-Herzégovine et seulement 2,96 % des terres sont utilisées pour l'agriculture. Le nord de la Bosnie contient des terres agricoles très fertiles le long de la rivière Sava et la zone correspondante est fortement exploitée. La partie sud du pays, Herzégovine, se compose principalement de collines rocheuses et de terres arables plates avec un climat méditerranéen, ce qui permet d'importantes activités agricoles.

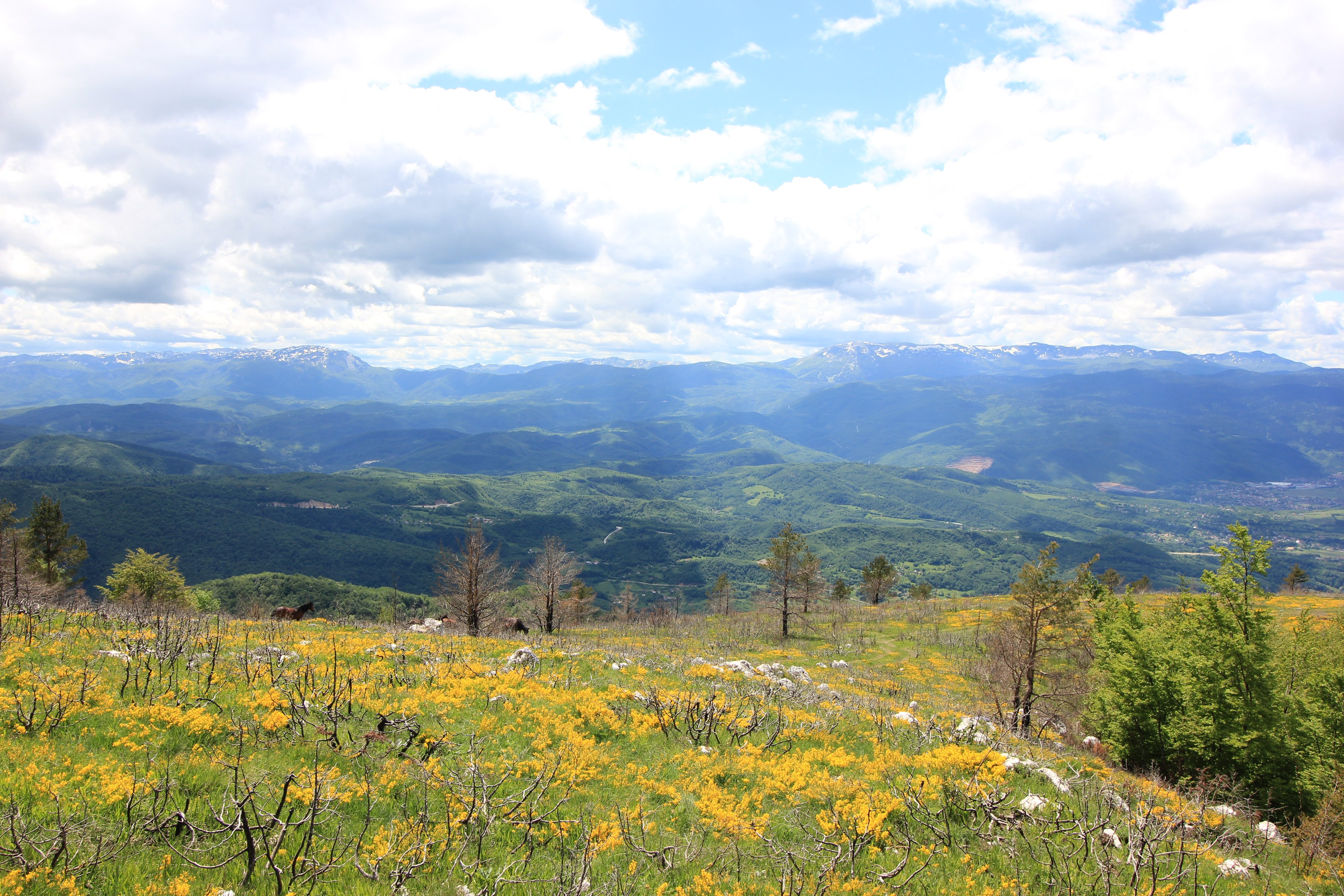
Vue sur Bjelašnica et Treskavica depuis Trebević.
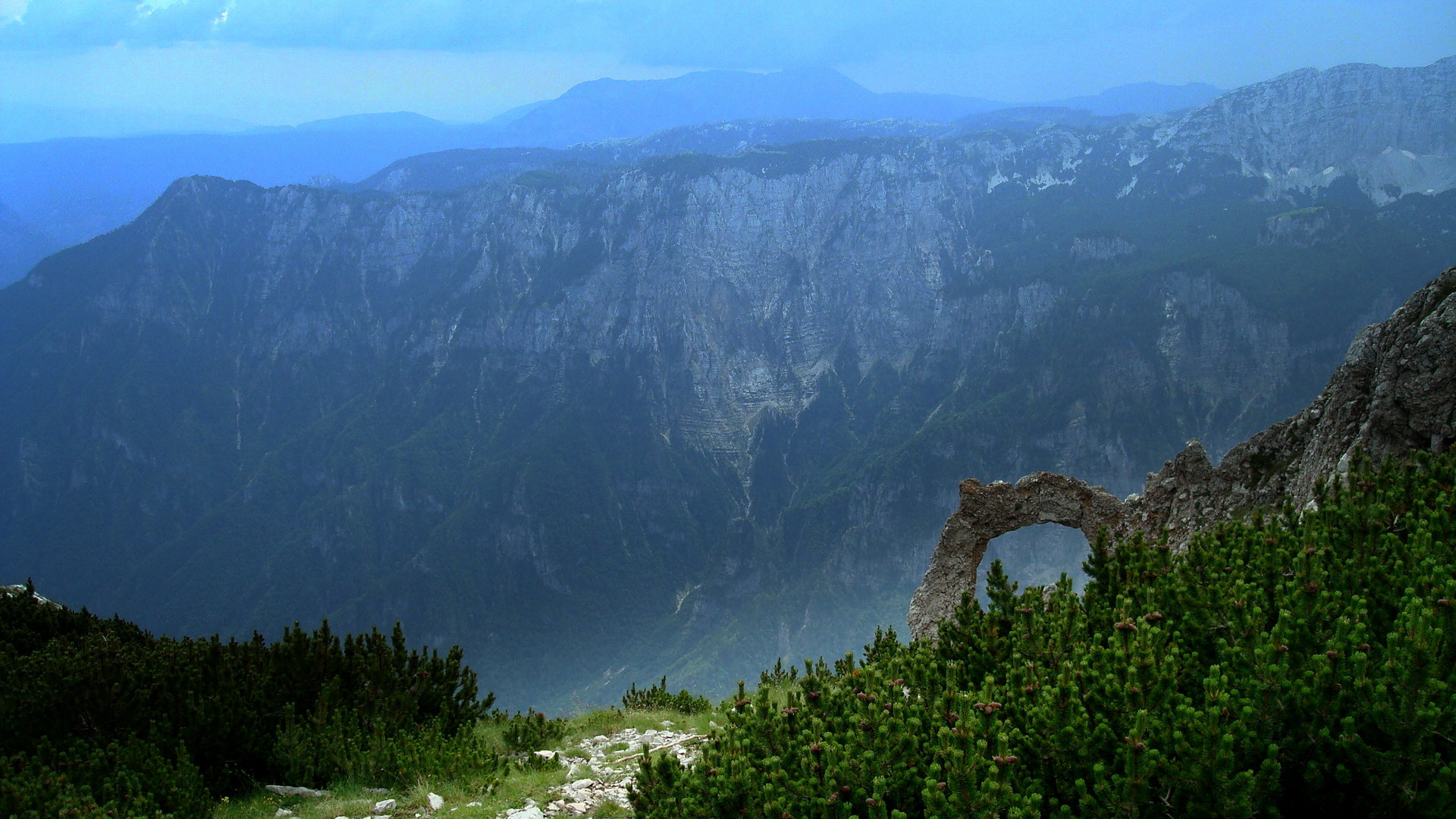
Hajdučka Vrata, mont Čvrsnica.
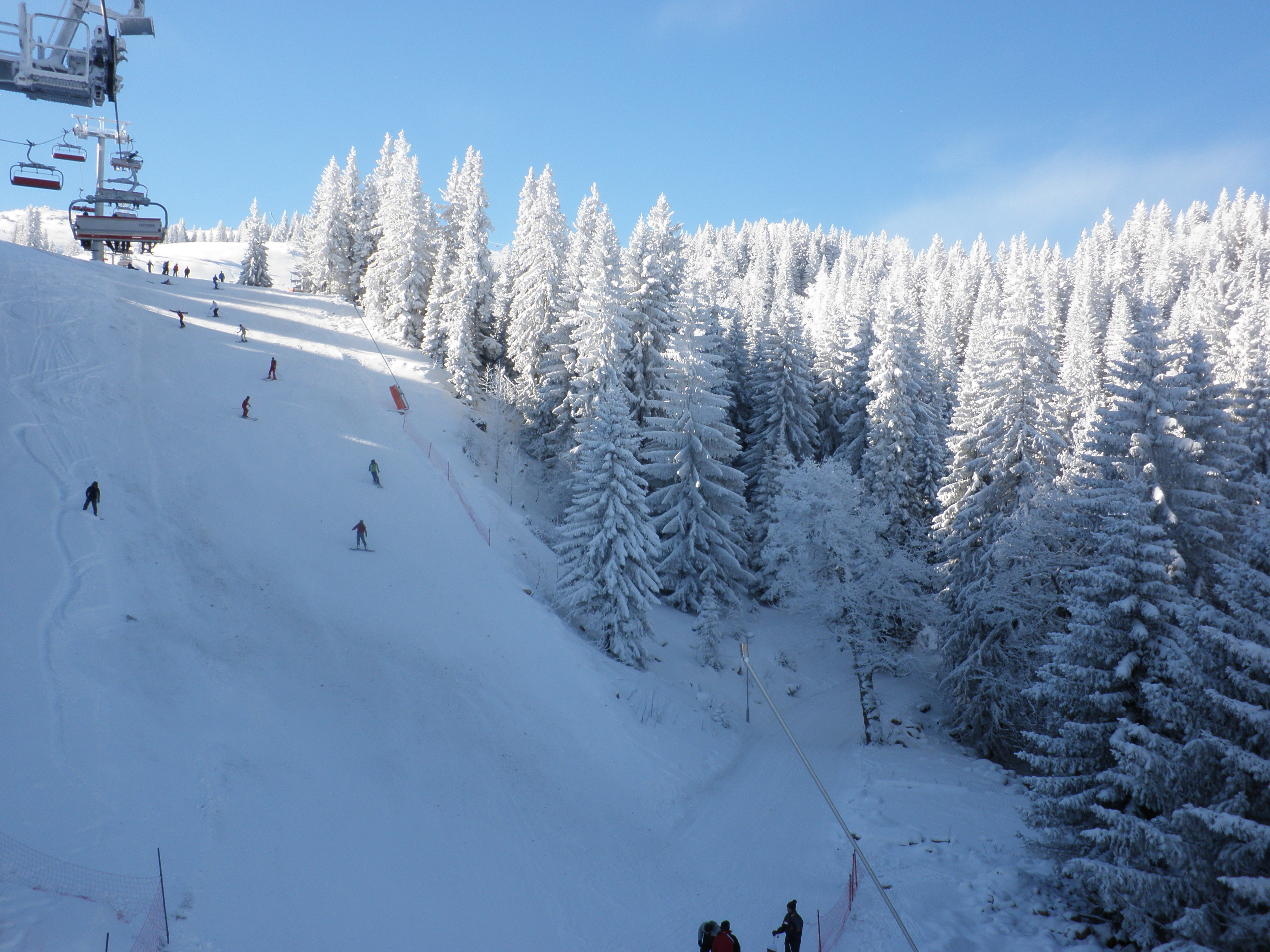
Station de ski de Jahorina.
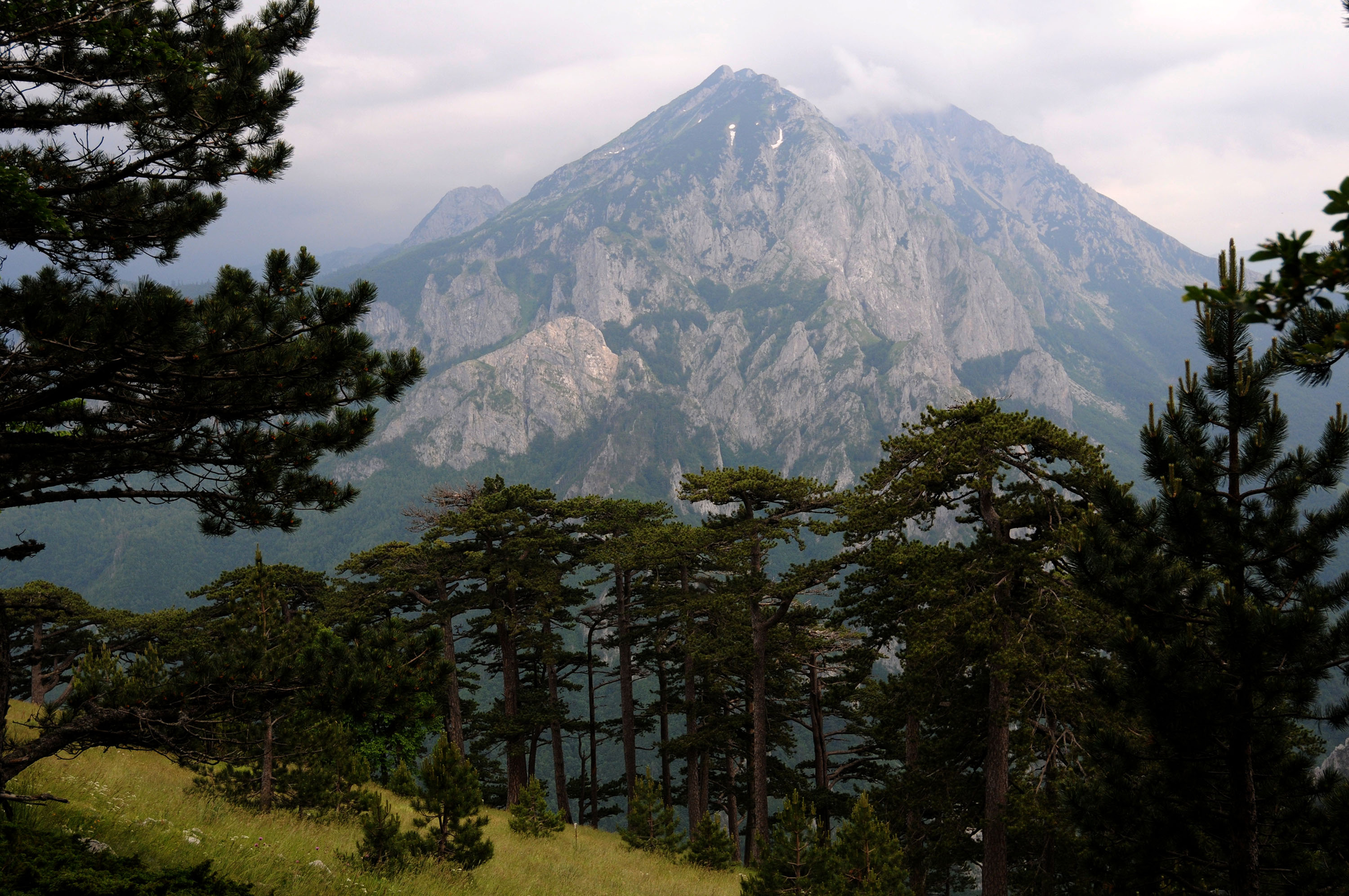
Le mont Volujak.

### Hydrographie
L'eau peut être considérée comme la plus grande ressource naturelle de Bosnie-Herzégovine. Tous les fleuves appartiennent aux bassins de la mer Noire et de la mer Adriatique. Le réseau fluvial est très dense, ce qui fait surtout référence au bassin versant de la mer Noire, qui couvre la majeure partie du territoire. Il y a sept grands fleuves en Bosnie-Herzégovine :
- la Sava est le plus long fleuve et forme une partie importante de la frontière nord avec la Croatie ;
- la rivière Una coule le long de la frontière nord-ouest de la Bosnie avec la Croatie. Elle est populaire pour le rafting et les sports d'aventure ;
- la rivière Bosna a donné son nom au pays. Elle s'étend à travers la Bosnie centrale, depuis sa source près de Sarajevo jusqu'à Sava au nord ;
- la Drina traverse l'est de la Bosnie et marque la frontière naturelle avec la Serbie ;
- la Sana et la Vrbas qui coule au nord, sont des affluents droits de la Sava et appartient au bassin de la mer Noire ;
- la Neretva est le principal fleuve d'Herzégovine qui appartient au bassin de la mer Adriatique. C'est la seule rivière entièrement de surface, dans cette région qui contient un grand nombre de rivières souterraines.

Une particularité des eaux de la Bosnie-Herzégovine est la présence d'un grand nombre de chutes d'eau abondantes qui ornent le paysage de la Bosnie-Herzégovine. Parmi les plus belles et les plus grandes figurent: Štrbački buk sur la rivière Una à Martin Brod, les chutes d'eau sur la Pliva à Jajce, et Kravica sur la rivière Trebižat.
La Bosnie-Herzégovine est également riche en sources naturelles, dont beaucoup sont exploitées pour l'eau minérale en bouteille ou pour les stations thermales populaires.
Une petite partie de la côte adriatique, longue d'environ 20 km, autour de la ville de Neum, au sud du delta de la Neretva, appartient à la Bosnie-Herzégovine.
Il existe un grand nombre de lacs naturels et artificiels en Bosnie-Herzégovine. Dans le groupe des lacs naturels, généralement de petite superficie, les lacs de montagne, comme Boračko, Šatorsko et Kotlaničko, dominent numériquement. Les lacs artificiels sont plus grands et principalement conçus pour les besoins de la production d'électricité.
Avec une superficie de 44,8 km2 le plus grand lac est Buško, qui se trouve à la frontière des municipalités de Livno, à une altitude de 716 m. L'accumulation du lac est de 782 millions de m3 et est donc l'un des plus grands lacs d'Europe. Les autres grands lacs sont Ramsko, Jablaničko, Modračko, et lac de Blidinje.Il existe de nombreux lacs de montagne, pour la plupart d'origine glaciaire, qui ont un potentiel touristique important, et les plus célèbres sont Prokoško (sur Vranica), Boračko, Orlovačko, Štirinsko, et le lac Kladopolje (sur Zelengora).

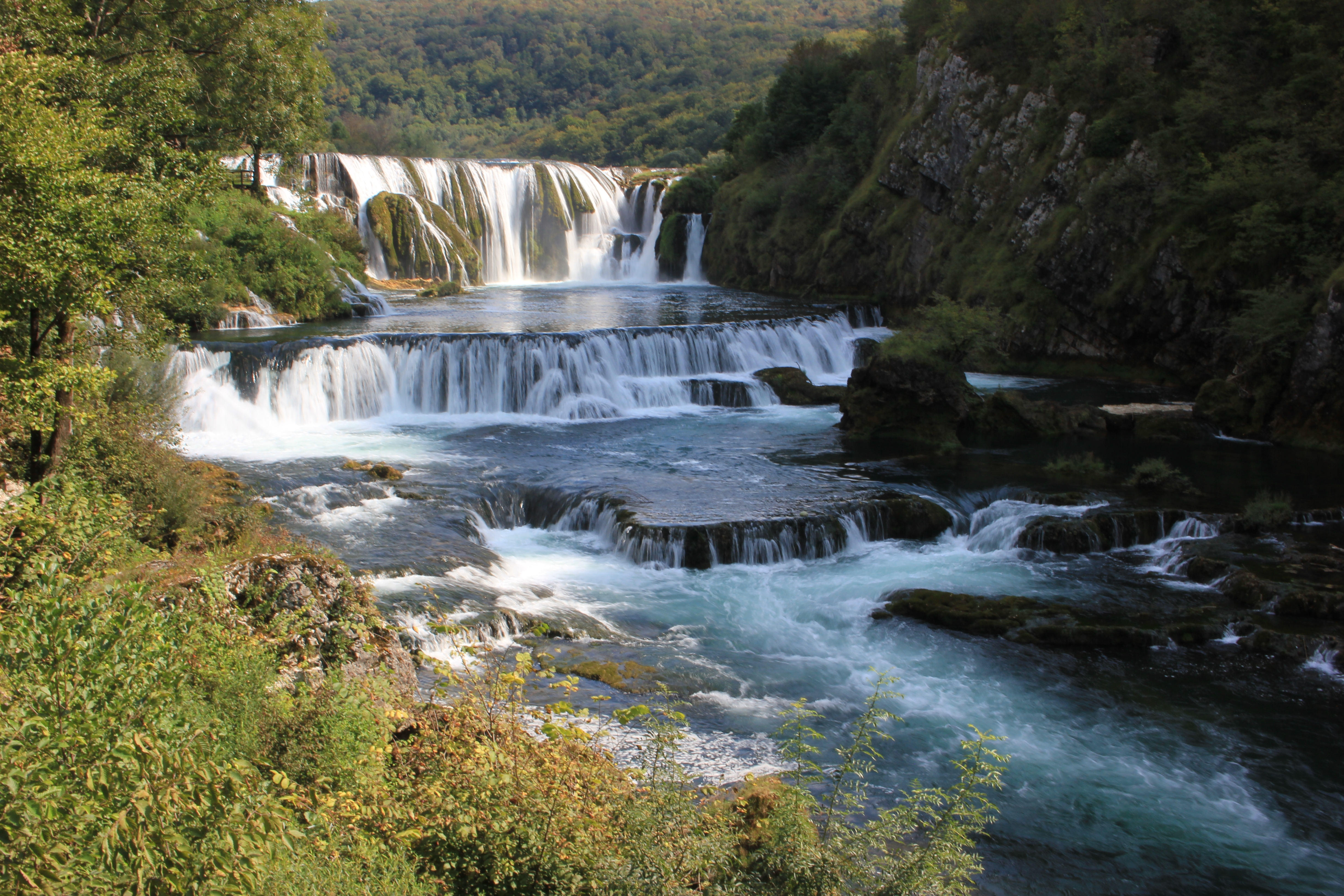
Cascade Štrbački buk sur la rivière Una.
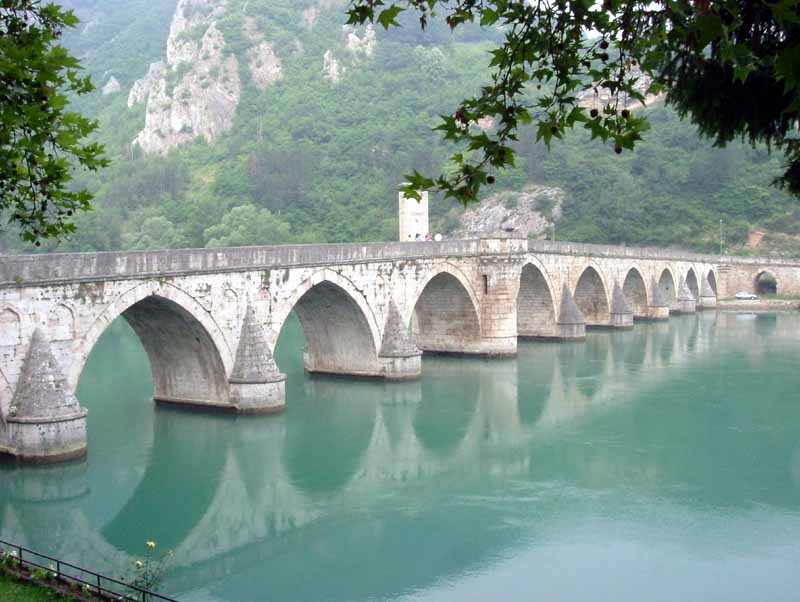
Pont Mehmed Pacha Sokolović sur la rivière Drina à Višegrad.
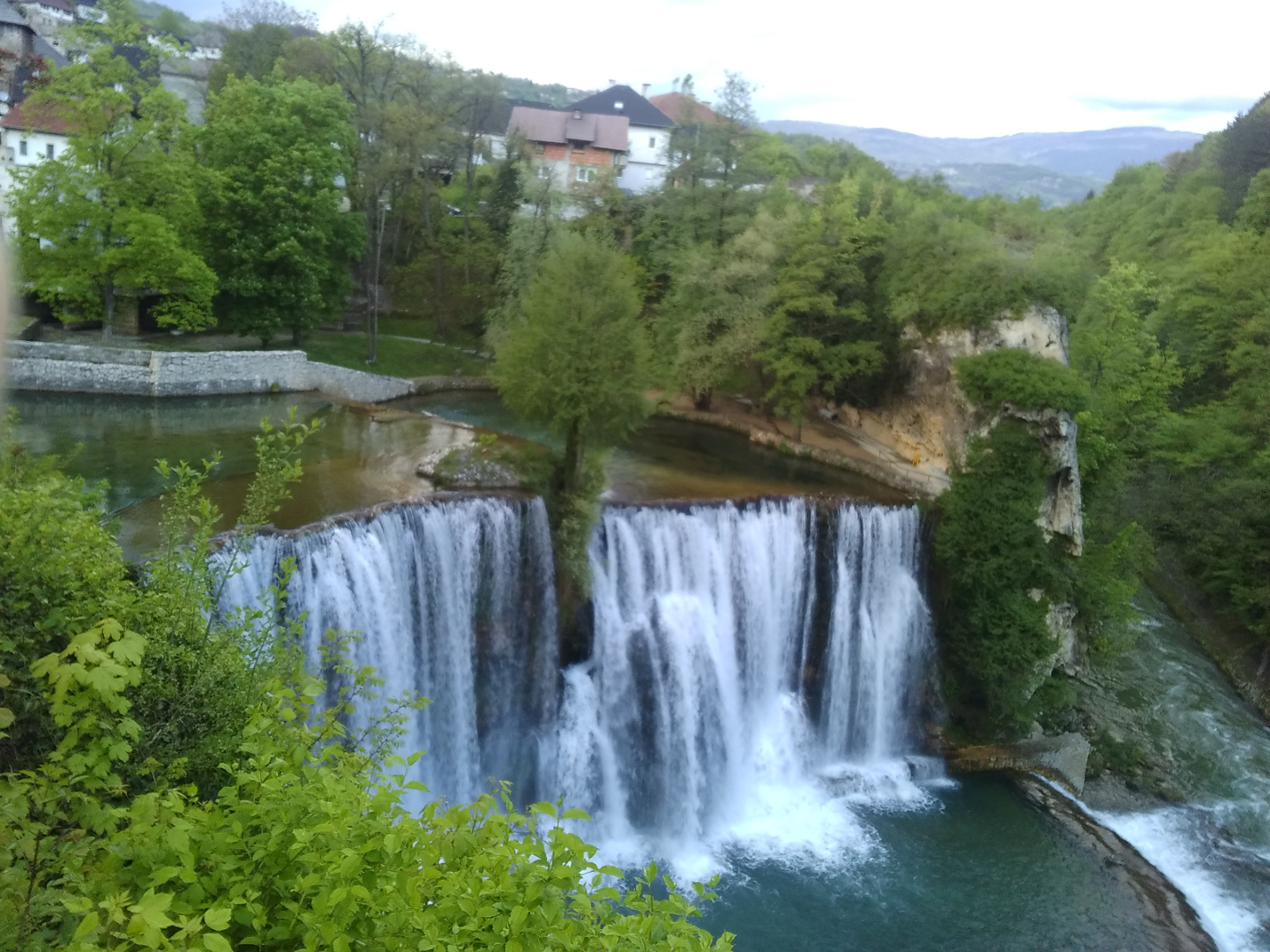
Cascade sur la rivière Pliva.
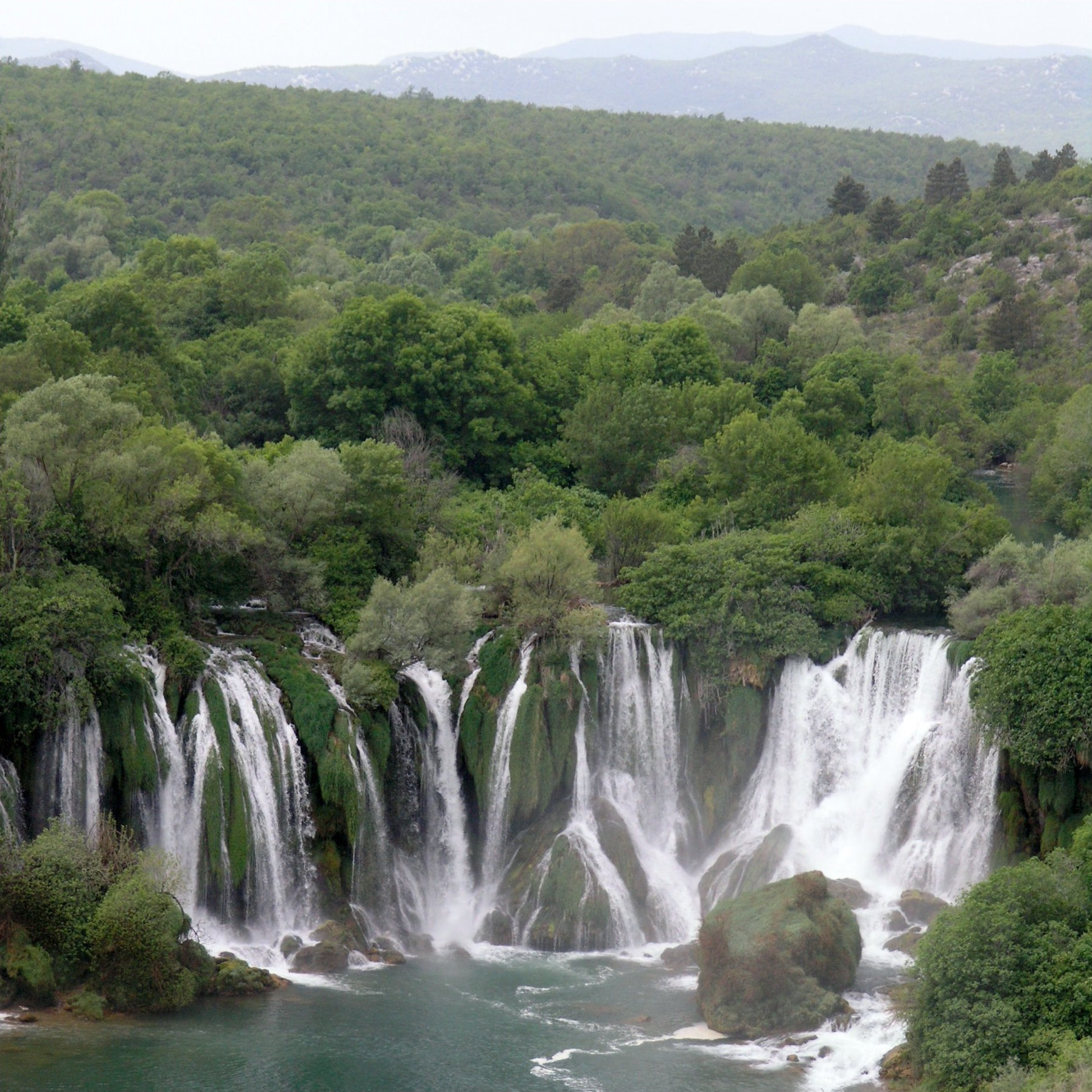
Kravica cascade.
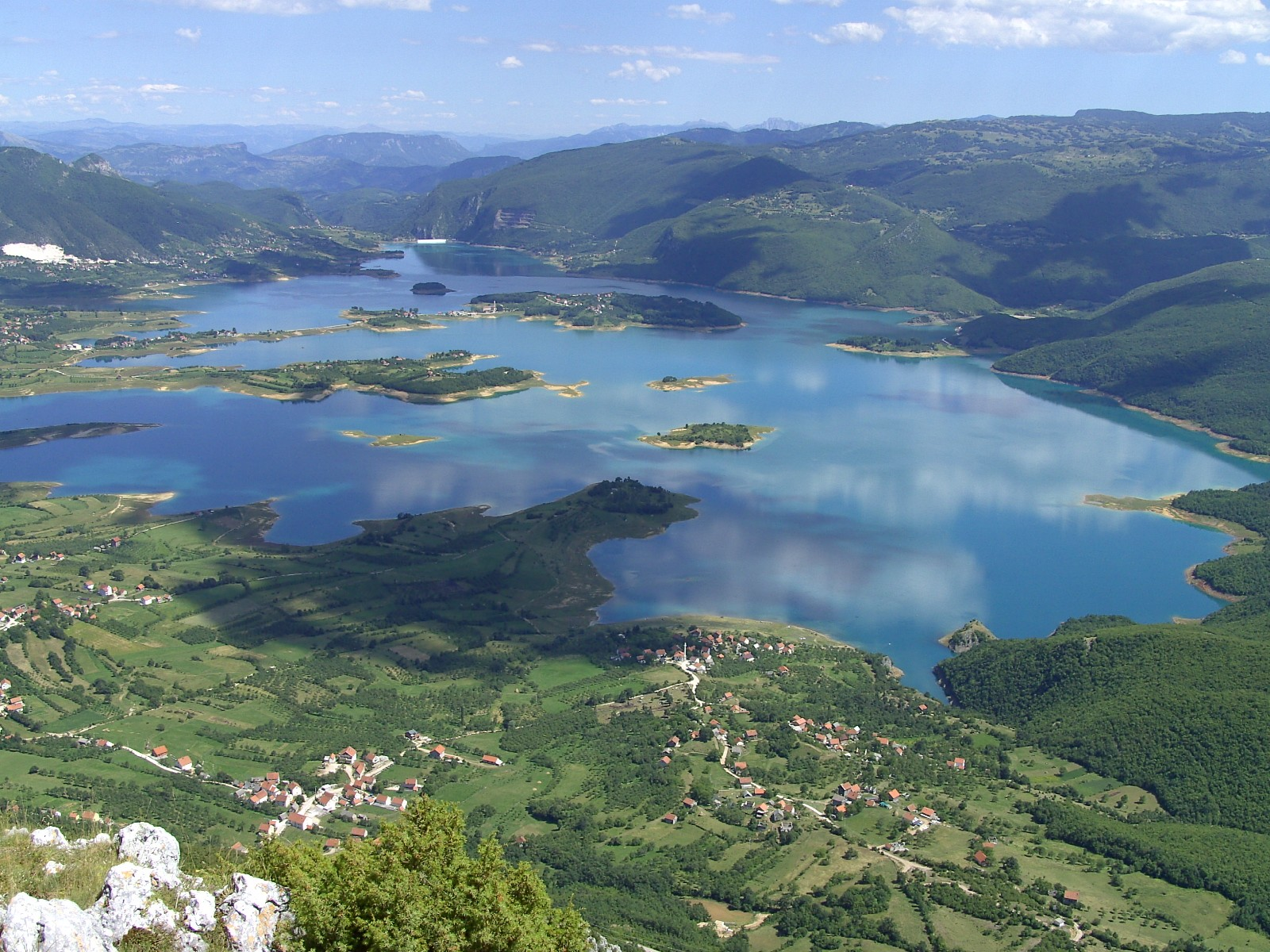
Lac de Rama.
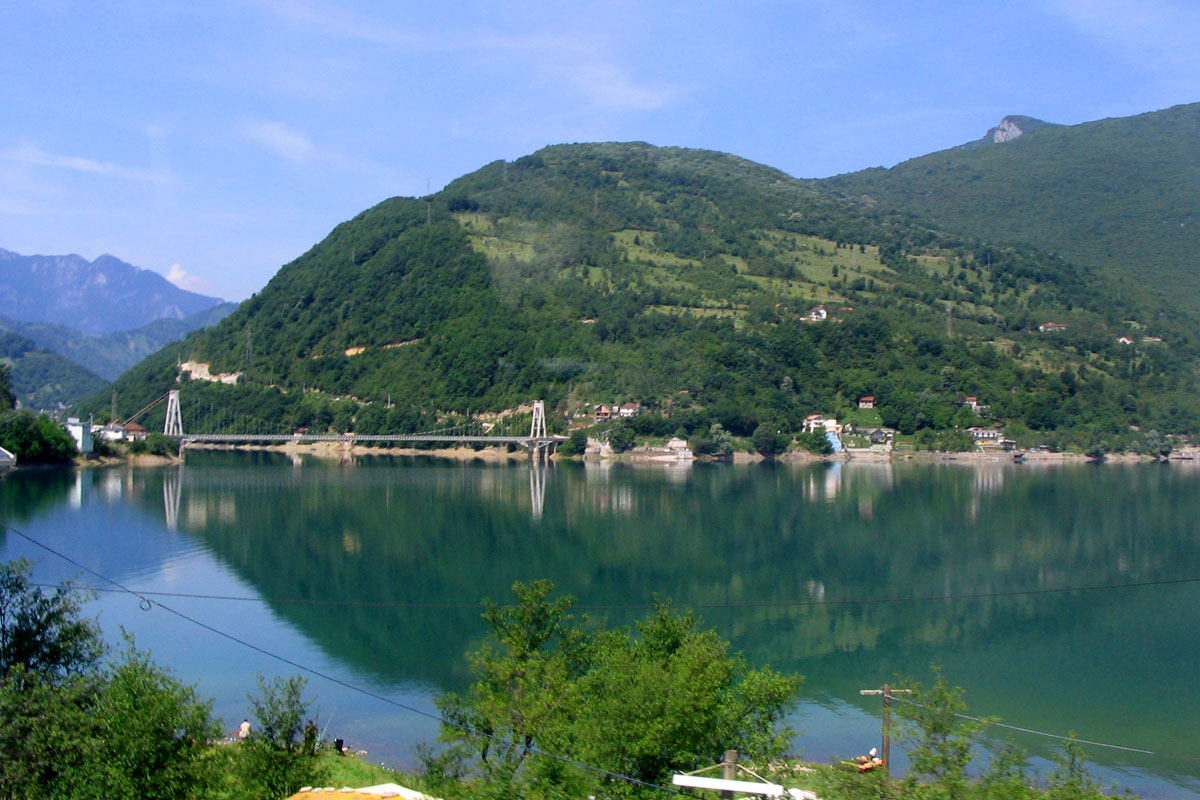
Lac de Jablanica.
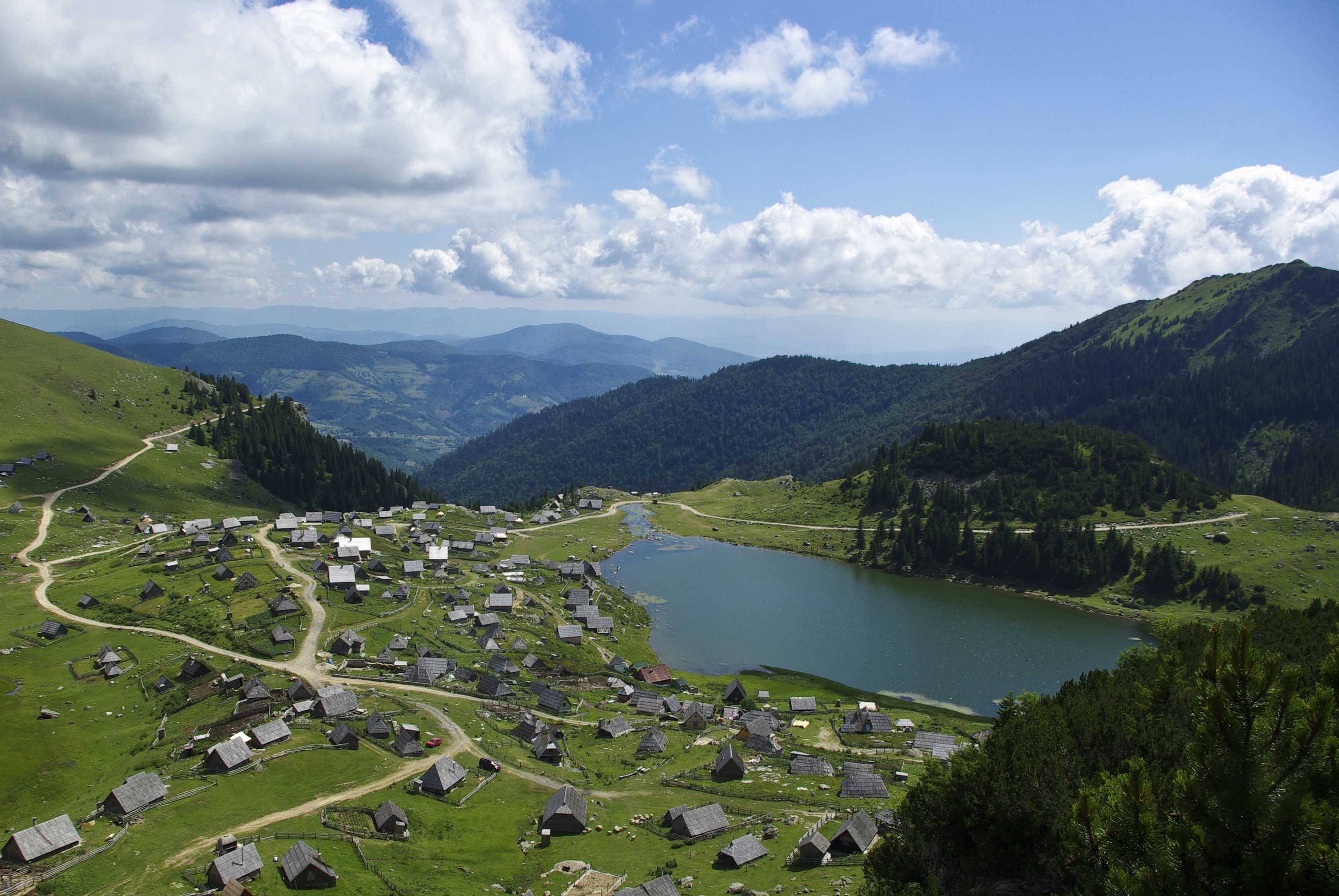
Lac de Prokoško.

### Paysage et environnement
La Bosnie offre un large choix de paysages, avec des chaînes de montagnes boisées, des forêts intactes, des lacs, des rivières luxuriantes et des cascades.
Environ les deux cinquièmes du pays sont boisés de pins, de hêtres et de chênes. Ce fait place la Bosnie-Herzégovine dans un groupe de pays européens possédant la plus grande richesse forestière.
Toutes les caractéristiques géographiques expliquées précédemment ont influencé la formation de caractéristiques biogéographiques spécifiques de la Bosnie-Herzégovine, qui se reflètent dans la grande biodiversité.
Au total, 3 700 espèces de plantes à fleurs sont enregistrées, ainsi que plusieurs centaines d'autres plantes et champignons. Certains d'entre eux sont endémiques, comme le fameux Lilium bosniacum et Picea omorika. Une biodiversité élevée s'applique également au monde animal, mais ils sont considérablement réduits au fil du temps.
Cette diversité de paysages et d'écosystèmes est menacée et nécessite une protection urgente. Il existe quatre parcs nationaux et huit parcs naturels en Bosnie-Herzégovine. La superficie totale de l'aire protégée ne représente que 1,13 % de son territoire total.
La Bosnie-Herzégovine connaît un certain nombre de problèmes environnementaux. Cela comprend la pollution de l'air provenant des usines métallurgiques et des centrales électriques au charbon. Le manque de sensibilisation à l'environnement, la déforestation intensive et l'exploitation forestière illégale intensifient ce problème. Les décharges municipales sont limitées et les installations de traitement des eaux usées et de gestion des inondations sont inadéquates. Les mines terrestres laissées par la guerre civile de 1992-1995 constituent toujours une menace dans certaines régions.
Le climat de la Bosnie-Herzégovine varie du continental tempéré dans la partie nord de la plaine pannonienne le long de la rivière Sava, au climat alpin dans les régions montagneuses et au climat méditerranéen dans la zone côtière et la région d'Herzégovine au sud et au sud-est.
Selon Human Rights Watch en août 2022, les autorités de la Bosnie-Herzégovine n'ont pas réussi à lutter contre l'importante pollution atmosphérique du pays, qui tue des milliers de personnes prématurément chaque année et nuit à la santé de milliers d'autres.

### Faune et flore
La Bosnie-Herzégovine possède l'une des biodiversités les plus riches d'Europe, grâce à sa position géographique unique à la croisée de plusieurs régions biogéographiques (méditerranéenne, alpine et continentale). Le pays abrite une grande variété d'écosystèmes, allant des forêts denses aux rivières cristallines, en passant par les montagnes et les zones humides. Sa flore vasculaire est particulièrement abondante, avec environ 5 000 taxons confirmés d'espèces, de sous-espèces, de variétés et de formes. Près de 30 % de la flore endémique totale des Balkans, soit environ 1 800 espèces, se trouve en Bosnie-Herzégovine.
La faune du pays est tout aussi riche et diversifiée. En raison de la grande variété de ses paysages, la Bosnie-Herzégovine abrite environ 326 espèces d'oiseaux et 85 espèces de mammifères. Parmi les espèces emblématiques figurent l’ours brun, le loup gris et le lynx des Balkans, ainsi que de nombreux cervidés, chamois et sangliers. Les zones humides protégées, quant à elles, constituent d'importants habitats pour de nombreuses espèces d’oiseaux.
Selon Victor Tissot, on tuait environ chaque année en Bosnie à la fin du XIXe siècle, 150 ours, 1 200 loups, 200 lynx, 600 blaireaux, 8 000 renards, 300 belettes, 10 000 lièvres, 3 000 chats sauvages et autant de martres dont les peaux étaient envoyées à Sarajevo pour être transportées de là, soit à Trieste, soit à Leipzig.
En 2020, la superficie forestière du pays atteignait environ 2,18 millions d'hectares, soit près de 42,7 % de son territoire.
La protection des écosystèmes s'est renforcée ces dernières années : en 2016, 27,3 % des zones clés de biodiversité en milieu montagneux étaient couvertes par des aires protégées, contre 14,5 % en 2012. Concernant les milieux aquatiques, 99,958 % des zones clés de biodiversité d'eau douce bénéficiaient d’une protection officielle.
Cependant, cette richesse naturelle demeure fragile. En 2019, près de 23,79 % du territoire national était considéré comme dégradé, en raison notamment de la déforestation, de la pollution et de l'urbanisation incontrôlée.

## Politique
Le haut représentant international en Bosnie-Herzégovine, Christian Schmidt, est nommé par le Conseil de mise en œuvre des accords de Paix. Il est la plus haute autorité du pays et dispose de pouvoirs exécutifs tels que l'annulation de décisions de l'exécutif et du parlement de Bosnie-Herzégovine contraires à l'esprit des accords de Dayton, dont il est l'autorité finale pour toute interprétation. Il rend compte de son action chaque semestre au Conseil de sécurité des Nations unies.
La déclaration d'indépendance a eu lieu en 1992. Des élections générales sont intervenues le 3 octobre 2010. Les électeurs de Bosnie-Herzégovine ont élu la présidence et le parlement de Bosnie-Herzégovine. Les électeurs de la fédération de Bosnie-et-Herzégovine ont élu un nouveau parlement pour l'entité et les électeurs de la république serbe de Bosnie ont choisi un président, un vice-président et un parlement. Le président du Conseil des ministres, Nikola Špirić, a été confirmé par le Parlement le 9 février 2007.
Le 15 février 2016, Dragan Čović, président collégial de la Bosnie-Herzégovine, dépose la demande d'adhésion du pays à l'Union européenne.

### Présidence collégiale
Trois présidents devant représenter respectivement les communautés Serbes, Croates et Bosniaques sont élus simultanément au scrutin uninominal majoritaire à un tour. L'un des candidats serbes est élu par les seuls électeurs de la république serbe de Bosnie tandis que les électeurs croates et bosniaques de la fédération de Bosnie-et-Herzégovine votent pour l'un ou l'autre des candidats croates et bosniaques. Les habitants du district de Brčko, qui ne fait partie d'aucune des deux entités, doivent se faire enregistrer sur les listes électorales de l'une ou l'autre. Les trois présidents alternent à tour de rôle à la tête de la présidence collégiale, pour des périodes de huit mois.

### Élections municipales de 2008
En mai 2008, les 4e élections ont eu lieu en Bosnie, et les clivages entre Musulmans, Serbes et Croates se sont retrouvés dans les résultats ; 55 % des 3 millions d'électeurs se sont abstenus, ce qui représente le plus faible taux de participation des 4 élections depuis les accords de Dayton.
Selon les premiers résultats partiels fournis par la Commission électorale centrale (CEC), l'Union des sociaux-démocrates indépendants (SNSD, serbe) a remporté 32 sièges de maires, le Parti de l'Action démocratique (SDA, musulman) 28, et la Communauté démocratique croate (HDZ) 15, dans les régions où chaque communauté est respectivement majoritaire.

### Divisions internes et suppression des entités
La Bosnie-et-Herzégovine est une république, sujet de droit international reconnu par l'organisation des Nations unies, membre du Conseil de l'Europe depuis avril 2002 et membre fondateur de l'Union pour la Méditerranée. Depuis les accords de Dayton-Paris du 14 décembre 1995, elle comprend deux entités autonomes et un district commun :
- la fédération de Bosnie-et-Herzégovine (Federacija Bosne i Hercegovine), dont la capitale est Sarajevo, qui n'est pas une fédération au sens du droit international public entre la région historique de Bosnie et celle d'Herzégovine, et est elle-même constituée de deux sous-collectivités, croate et bosniaque, avec quelques communes mixtes ;
- la république serbe de Bosnie (Република Српска/Republika Srpska, dénomination utilisée de facto en français), dont la capitale est Banja Luka, qui déclara son indépendance en 1992 et fut reconnue par les accords de Dayton, mais comme collectivité territoriale autonome et non comme république constitutive de l'État bosnien ;
- le district de Brčko, situé entre les deux premières, dans le nord du pays, qui n'est pas un district administratif de la Bosnie-Herzégovine, mais un territoire de statut neutre et autonome, géré en partie par un superviseur international mandaté par l'ONU.

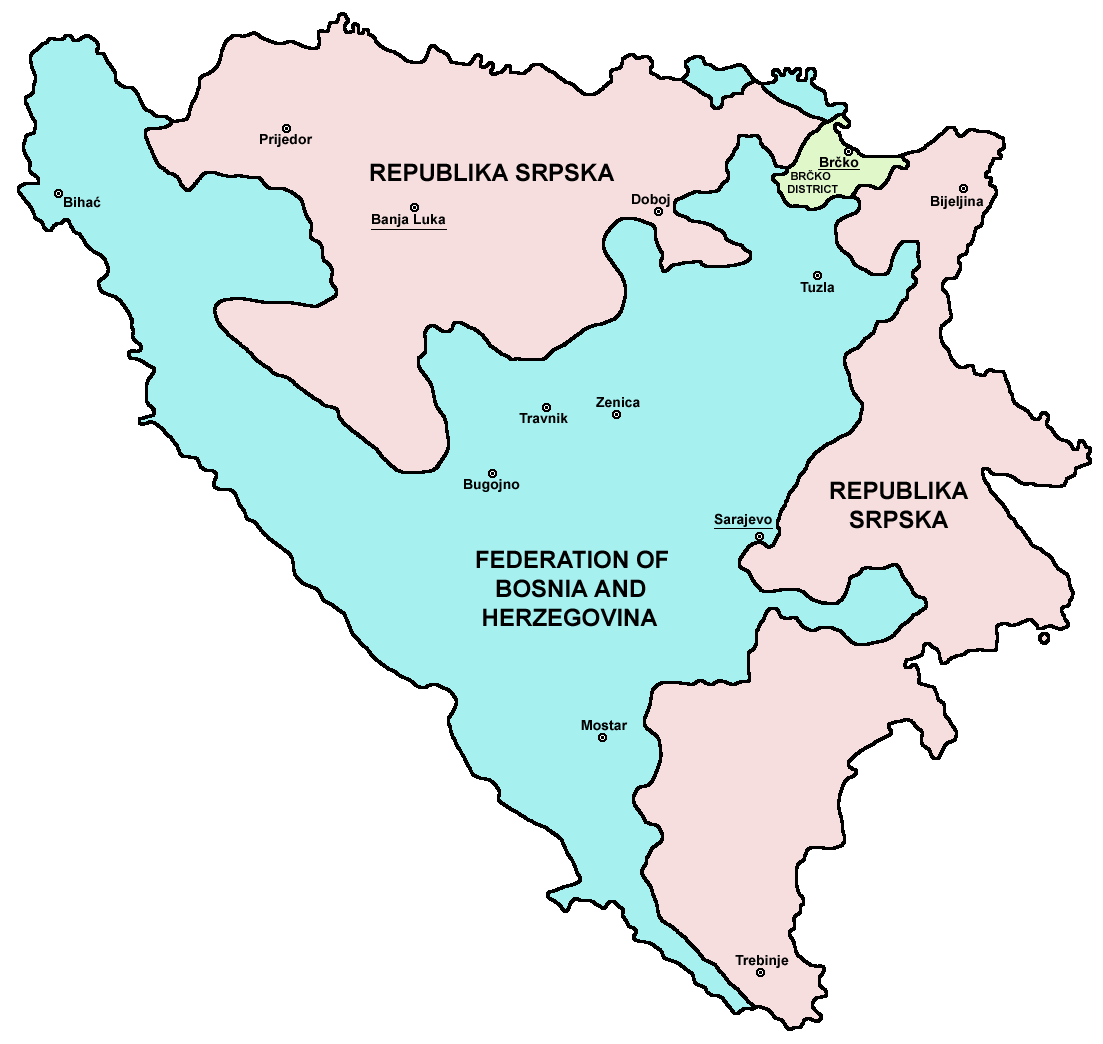
Carte de la Bosnie-Herzégovine avec ses deux entités autonomes.

La république de Bosnie-et-Herzégovine connaît, sur le plan interne, un imbroglio juridique dû au fait que ses deux collectivités territoriales autonomes de facto issues des accords de Dayton-Paris ne se reconnaissent pas mutuellement de jure, ni statutairement, ni territorialement. La république serbe de Bosnie s'est autoproclamée comme entité de l'ancienne Yougoslavie en 1992 en opposition à la proclamation d'indépendance de la Bosnie-Herzégovine, alors que la constitution yougoslave admettait l'indépendance des six républiques fédérées, mais non l'établissement de nouvelles frontières telles que celles de la république serbe de Bosnie ou du Kosovo. La constitution de la Bosnie-Herzégovine et les exigences de la commission Badinter non plus n'admettaient pas l'autonomie de la république serbe de Bosnie, qui, de ce fait, n'a pas été reconnue de jure par la communauté internationale. En 1996, les accords de Dayton lui reconnaissent seulement la qualité de collectivité territoriale autonome au même titre que la « fédération croato-musulmane », renommée par la suite fédération de Bosnie-et-Herzégovine (qu'il ne faut pas confondre avec la république de Bosnie-Herzégovine, qui est le seul État souverain reconnu).
Depuis 1991, il y a entre quatre et cinq fois moins de Serbes qui vivent à Sarajevo et dans le reste de la fédération de Bosnie-Herzégovine, ils sont tous en république serbe de Bosnie. Il en est de même pour les Croates et les Bosniaques qui vivent en majorité en Bosnie centrale et à Sarajevo pour les Bosniaques, et dans le sud du pays, surtout dans l'ouest de l'Herzégovine, pour les Croates. Concrètement, la Bosnie-Herzégovine est divisée d'un point de vue ethnico-religieux.
C'était également l'objectif des nationalistes serbes et croates pendant la guerre, qui ont mené des nettoyages ethniques pour diviser la Bosnie de force et annexer ses parties à la Serbie ou à la Croatie,,. Après la guerre, ces objectifs n'ont pas été abandonnés et tentent d'être atteints par d'autres moyens politiques.
Pour préserver les effets du nettoyage ethnique, différentes stratégies sont employées : l’exode forcé de populations, comme celui des Serbes de Sarajevo sous pression de leurs dirigeants,, le blocage du retour des réfugiés, ou encore l’expulsion silencieuse des minorités restantes par la création de conditions de vie insoutenables (discriminations professionnelles, restrictions d’accès aux soins, entraves à l’éducation, voire actes d’intimidation et incendies de maisons).
Le mouvement indépendantiste serbe se trouve renforcé dans sa volonté d'organiser un référendum au sujet de l'indépendance depuis l'annonce du soutien de l'indépendance du Kosovo par l'Union européenne et les États-Unis.
Fin 2007, l'institut de sondage Partner qui est basé à Banja Luka a révélé que 77 % des Serbes de Bosnie étaient favorables à une sécession de la république serbe de Bosnie dans l'hypothèse où les Albanais du Kosovo se déclareraient indépendants de la Serbie.
L'ancien ambassadeur des États-Unis à Belgrade, William Dale Montgomery (en), soutient une division de la Bosnie, ainsi que du Kosovo.
Les autorités de l'entité République serbe continuent de mener une politique déstabilisatrice et conflictuelle en Bosnie-Herzégovine. Elles continuent de glorifier des criminels de guerre condamnés par le Tribunal pénal international pour l’ex-Yougoslavie (TPIY) et de nier le génocide de Srebrenica, pourtant reconnu par les plus hautes juridictions internationales,. La poursuite des déclarations du président de la République serbe Milorad Dodik, niant le statut d’État de la Bosnie-Herzégovine, tout en prônant la sécession de la République serbe et son union avec la Serbie, est une attaque contre l'intégrité territoriale de Bosnie-Herzégovine.
Il faut rappeler que les entités ne sont en aucun cas fondées à faire sécession, et la souveraineté et l’intégrité territoriale de la Bosnie-Herzégovine sont garanties par les accords de Dayton.
En 2017, les États-Unis ont sanctionné le président de l'entité République serbe, Milorad Dodik, pour ses propos sécessionnistes. En faisant obstacle aux accords de Dayton, Milorad Dodik constitue une menace importante pour la souveraineté et l'intégrité territoriale de la Bosnie-Herzégovine. La sanction signifie que toute propriété ou intérêt dans la propriété de Dodik sous juridiction américaine est bloqué, et est toujours valable,.
Deux ans plus tard, les autorités de l’entité ont annoncé une augmentation des effectifs de la police de réserve et ont acquis de nouveaux armements, ce qui a été interprété comme une tentative de former une armée séparée propre à l’entité serbe,,.
De plus, ces autorités refusent d’appliquer certaines décisions émanant  de la Cour constitutionnelle de Bosnie-Herzégovine, notamment celles portant sur l’enregistrement des biens publics à usage de défense, ainsi que l’interdiction de commémorer le 9 janvier comme « Journée de la Republika Srpska », jugée inconstitutionnelle,.
La Commission de Venise a constaté que les pouvoirs de l'État central de Bosnie-Herzégovine, sont trop faibles et propose une révision constitutionnelle qui permettrait d'adapter le texte à la réalité politique par :
- le transfert de responsabilités des Entités vers l'État central ;
- une définition plus stricte du veto au nom des intérêts vitaux, afin que ce veto ne soit pas un simple pouvoir de blocage au nom d'intérêts partisans ;
- simplifier l'organisation territoriale par suppression des entités, ou passer d'un État fondé sur l'égalité de trois peuples constituants à un État fondé sur l'égalité des citoyens.

L’historien Reneo Lukic a constaté: « Depuis plusieurs années, des voix s’élèvent en Bosnie—Herzégovine et parmi les fonctionnaires internationaux en faveur de la modiﬁcation des clauses des accords de Dayton. Plusieurs appellent à la convocation d’un « Dayton II » aﬁn de corriger les insufﬁsances du premier, qui sont apparues au grand jour à la suite de son application laxiste. La division du pays en deux entités territoriales est la principale faiblesse des accords de Dayton car elle empêche le fonctionnement adéquat de l’Etat de Bosnie-Herzégovine. A notre avis, de nombreuses mesures devraient être prises pour ressouder la Bosnie-Herzégovine et lui permettre de passer du statut de protectorat international à celui d’un Etat capable de s’autogouverner avec ses propres institutions politiques. Parmi ces mesures, la plus importante devrait être l’abolition des deux entités territoriales. ».
Les États-Unis souhaitent voir disparaître la République serbe, considérée comme le seul résultat tangible de la politique menée par les nationalistes serbes.
L’agression russe contre l’Ukraine, largement perçue comme justifiée par les Serbes de Bosnie, a ravivé les tensions régionales. Des dirigeants bosno-serbes estiment que si la Russie peut annexer la Crimée et revendiquer le Donbass, alors l’entité République serbe de Bosnie pourrait, avec le soutien de Moscou, se détacher de la Bosnie-Herzégovine pour rejoindre la Serbie. Cette logique va directement à l’encontre des accords de Dayton, qui garantissent l’unité et l’intégrité territoriale de la Bosnie-Herzégovine,.
En 2019, Le Conseil de sécurité des Nations unies a exprimé son ferme appui au plein respect de la souveraineté, l’indépendance et l’intégrité territoriale de la Bosnie-Herzégovine.
Depuis 2021, Milorad Dodik, président de l’entité serbe de Bosnie, a intensifié ses efforts sécessionnistes en annonçant le retrait des institutions communes au profit de structures parallèles : armée, justice, fiscalité. Cette stratégie vise à établir un État de facto indépendant, en violation directe des accords de Dayton,. 
Bien qu’un mandat d’arrêt ait été émis contre Dodik par la Cour d’État de Bosnie-Herzégovine, il reste sans effet en raison de l'absence de coopération d’Interpol.
L’escalade inquiète la communauté internationale,,, préoccupée par l’ingérence croissante de la Serbie et de la Russie, deux soutiens clés de Dodik,.
Du côté croate, des mouvements nationalistes appellent régulièrement à la création d’une entité autonome croate au sein de la fédération. Les Croates (chrétiens catholiques) justifient cette demande par la crainte d’être mis en minorité par les Bosniaques (musulmans) qui détiennent la majorité de quatre cinquièmes au sein des institutions fédérales.
Officiellement, Belgrade et Zagreb affirment ne pas interférer dans les affaires intérieures de la Bosnie-Herzégovine.  En réalité, en s'appuyant sur les « relations spéciales » permises par l’accord de Dayton, la Serbie et la Croatie renforcent leurs liens politiques, économiques et éducatifs avec leurs communautés respectives en Bosnie, contribuant à leur éloignement du cadre institutionnel bosnien,.
Dans ce contexte de fragilité, la Russie cherche à profiter de la situation pour soutenir les mouvements séparatistes et accroître son influence dans la région,. 
La seule réponse crédible face à ces menaces reste une intégration accélérée de la Bosnie-Herzégovine dans l’Union européenne, un processus déjà amorcé, mais qui nécessite un soutien renforcé et durable.

### Décisions constitutionnelles précisant le statut de Bosnie-Herzégovine et de ses deux entités
- Mai 1998 : « Contrairement aux assertions des représentants de l’Assemblée populaire de la Republika Srpska, la Constitution de la Bosnie-Herzégovine n’envisage pas de préserver la souveraineté des Entités, ni n’envisage un droit à l’auto-organisation basée sur l’idée de la séparation territoriale. De la même manière, d’après l’article III/3 (a) de la Constitution de la Bosnie-Herzégovine, les « fonctions gouvernementales » sont attribuées aux institutions de la Bosnie-Herzégovine ou aux Entités, de façon que les compétences des Entités ne soient d’aucune manière l’expression de leur qualité d’État, mais résultent de cette allocation de compétences prévue par la Constitution de Bosnie-Herzégovine… toutes les dispositions du Préambule de la Constitution de la République serbe faisant référence à la souveraineté, à l’indépendance de l’État, à la création d’un État et à la réunion complète et étroite de la Republika Srpska avec d’autres États, constituent une violation de l’article I/1, au regard des articles I/3, III/2 (a) et 5 de la Constitution de BH, qui garantissent la souveraineté, l’intégrité territoriale, l’indépendance politique et la personnalité internationale de Bosnie-Herzégovine » (Cour constitutionnelle de la Bosnie-Herzégovine, affaire U 5/98).
- Janvier 2007 : La cour constitutionnelle de Bosnie-Herzégovine précise qu'aucun signe, drapeau ou hymne, autre que celui de l'État de Bosnie-Herzégovine ne saurait être admis publiquement sur le territoire de la Bosnie-Herzégovine. Cette décision étant rendue à la suite de la demande de la fédération de Bosnie-Herzégovine et de la république serbe de Bosnie-Herzégovine, en vue de porter des signes particuliers les distinguant de l'État de Bosnie-Herzégovine auquel ils appartiennent. La décision s'inscrit dans une jurisprudence constante de la Cour et de la communauté internationale. Selon cette jurisprudence, les deux entités n'ont aucune qualité d'État, car elles sont uniquement des entités de l'État de Bosnie-Herzégovine[138].

### Les relations extérieures de la Bosnie-Herzégovine
Depuis son indépendance en 1992, la Bosnie-Herzégovine s’est progressivement affirmée sur la scène internationale en adoptant une stratégie diplomatique visant à entretenir de bonnes relations avec diverses puissances. Le pays est membre de l’Organisation des Nations unies depuis mai 1992, ainsi que du Conseil de l’Europe, de l’Organisation pour la sécurité et la coopération en Europe (OSCE), et de l’Accord de libre-échange centre-européen (ALECE).
L’intégration euro-atlantique constitue l’un des axes prioritaires de la politique étrangère de la Bosnie-Herzégovine. Le pays a signé un Accord de stabilisation et d’association (ASA) avec l’Union européenne en 2008, déposé officiellement sa candidature en 2016, puis obtenu le statut de pays candidat à l’adhésion le 15 décembre 2022. En mars 2024, le Conseil européen a décidé d’ouvrir les négociations d’adhésion avec la Bosnie-Herzégovine en vue de son entrée dans l’Union européenne, mais le processus reste freiné par des blocages institutionnels et par la volonté séparatiste de représentants serbes de Bosnie,.
La Bosnie-Herzégovine est engagée dans le processus d’adhésion à l’Organisation du traité de l'Atlantique nord (OTAN) depuis 2006. En avril 2010, elle a été invitée à rejoindre le Plan d’action pour l’adhésion (MAP), sous certaines conditions, notamment liées à la gestion des biens militaires. En décembre 2018, le pays a officiellement commencé à participer au MAP, à la suite de l’accord des ministres des Affaires étrangères des États membres de l’Alliance. Cependant, le processus reste entravé par des blocages de représentants serbes de Bosnie, étroitement liés à la Serbie et à la Russie, qui s’opposent à une intégration euro-atlantique.
Par ailleurs, le pays entretient des relations étroites avec ses voisins des Balkans occidentaux, notamment la Croatie, la Serbie et le Monténégro, malgré des défis hérités des conflits des années 1990. À l’échelle mondiale, elle cherche à maintenir un équilibre diplomatique entre différents pôles d’influence, en cultivant des partenariats stratégiques avec l'Union européenne, les États-Unis, la Russie, la Turquie et plusieurs pays du Moyen-Orient. En parallèle, elle participe activement aux missions de maintien de la paix de l’ONU, affirmant ainsi son engagement en faveur de la sécurité internationale et du multilatéralisme.

### Réconciliation
Depuis la fin de la guerre de 1992-1995, la Bosnie-Herzégovine tente de surmonter les profondes divisions ethniques entre ses trois peuples constitutifs. Si les Accords de Dayton ont permis de mettre un terme aux hostilités armées, ils ont également instauré une architecture institutionnelle complexe, fondée sur une forte décentralisation et une organisation politique selon des critères ethno-territoriaux. Cette structure, bien qu’elle ait permis de stabiliser la situation à court terme, s’est révélée peu propice à une réconciliation durable.
Près de trois décennies après la guerre, les séquelles du conflit restent visibles : tensions politiques persistantes, ségrégation institutionnalisée et discours nationalistes omniprésents. Les partis nationalistes aux velléités sécessionnistes s’opposent au renforcement des institutions centrales, alimentent les divisions ethniques et défendent des politiques contraires à l’unité de la Bosnie-Herzégovine.
La reconnaissance du passé, en particulier à travers l’élaboration d’une mémoire collective et la reconnaissance des crimes de guerre, demeure un pilier essentiel du processus de réconciliation. En mai 2024, l’Assemblée générale des Nations unies a adopté une résolution instituant le 11 juillet comme Journée internationale de commémoration du génocide de Srebrenica, marquant un pas symbolique important dans la reconnaissance de ce traumatisme historique.
La crise socio-économique persistante, conjuguée à un niveau élevé de corruption, aggrave encore les fractures sociales. Les acteurs politiques, principalement dans l'entité serbe de Bosnie, ont pris des mesures pour saper l'autorité de l'État central en contestant les décisions du Haut Représentant et en entravant l'application des lois nationales sur leur territoire. Milorad Dodik, président de cette entité, est particulièrement critiqué par la communauté internationale pour ses déclarations et initiatives ouvertement séparatistes, perçues comme une menace à l’intégrité territoriale de la Bosnie-Herzégovine.
Dans ce contexte, les efforts de réforme institutionnelle, notamment ceux portés par le Bureau du Haut Représentant (OHR), se heurtent à une forte résistance. Une amélioration du fonctionnement de l’État impliquerait une recentralisation partielle de certaines compétences, une option rejetée par les forces politiques prônant l’autonomie, voire la sécession.
Malgré ces blocages, une part importante de la population bosnienne, notamment parmi les jeunes générations, exprime un véritable désir de paix, de coexistence et de coopération. L’éducation est souvent considérée comme un levier fondamental dans ce processus. Toutefois, le système scolaire reste largement divisé selon des critères ethniques, où des élèves de communautés différentes cohabitent physiquement mais suivent des programmes distincts, sans interaction réelle. Les contenus pédagogiques, notamment en histoire, varient fortement d’une entité à l’autre, rendant difficile la construction d’un récit commun fondé sur des faits historiquement établis.
De nombreux observateurs appellent à une réforme en profondeur du système éducatif de cette société multiethnique, incluant l’harmonisation des programmes et la promotion des valeurs de citoyenneté démocratique comme fondement de la réconciliation.

## Subdivisions territoriales
La Bosnie-Herzégovine présente deux organisations parallèles de subdivisions territoriales du fait de l'existence de deux entités constitutives de la fédération bosnienne :
- la fédération de Bosnie-et-Herzégovine (Federacija Bosne i Hercegovine) ;
- la république serbe de Bosnie (Република Српска (Republika Srpska)) ;
- auxquelles s'ajoute le district de Brčko situé entre les deux entités, au nord du pays, possédant un statut neutre et autonome, géré en partie par un superviseur international mandaté par l'ONU.

## Démographie
La population, d'après le recensement effectué en 2013, est de 3 531 159 habitants.
Pour des raisons économiques, de nombreux habitants de ce pays, vivent et travaillent à l'étranger (États-Unis, Allemagne, Serbie, Autriche, Slovénie, pays de la Scandinavie, Canada, Australie…). En 2006, une estimation donne 1,16 million de Bosniens vivant à l'étranger et en 2008, une autre estimation donne 1,35 million de citoyens.

### Population

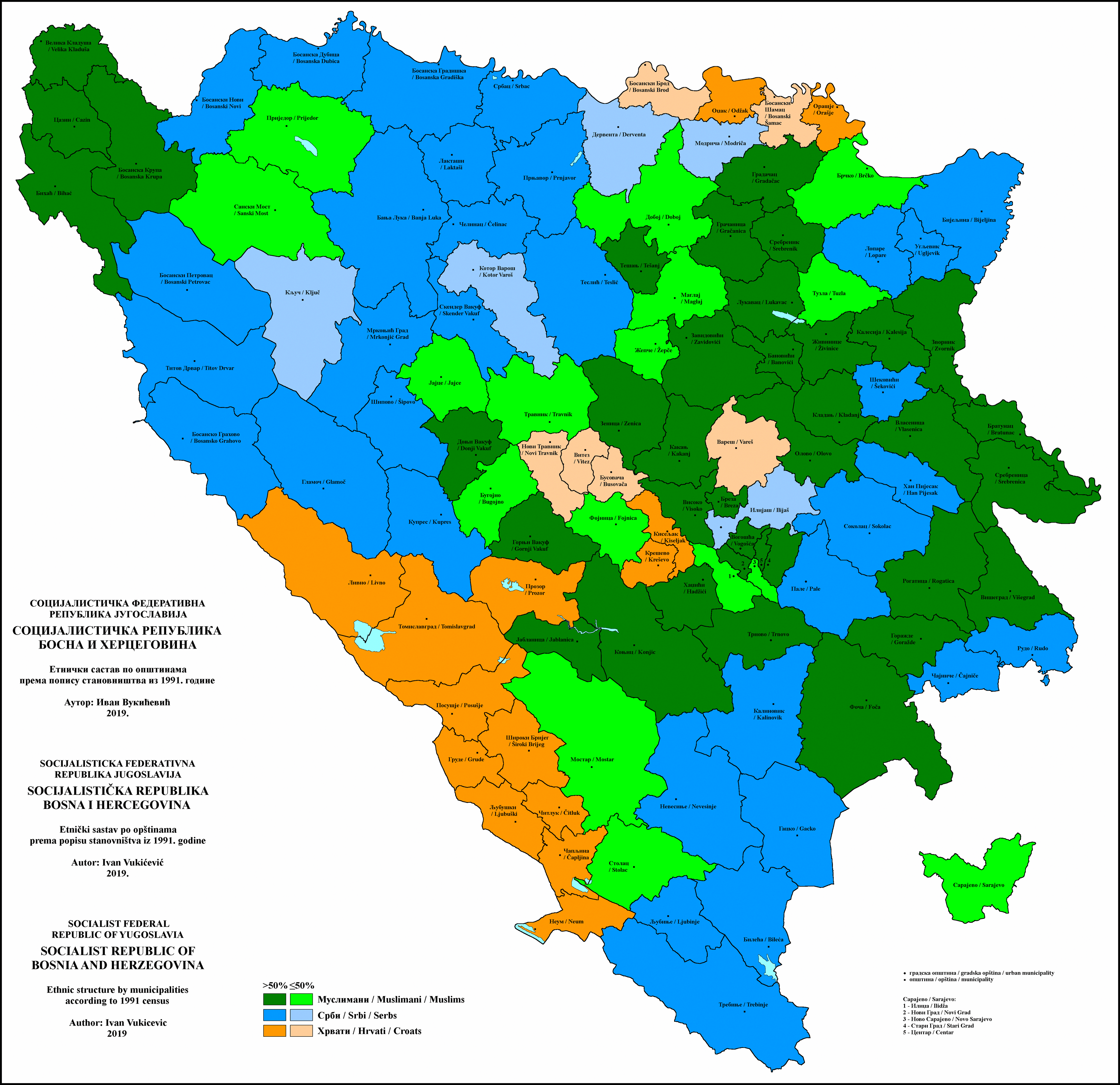
Composition ethnique de Bosnie-Herzégovine 1991, en raison de l'imbrication des principaux peuples de l'ex-Yougoslavie, la Bosnie est surnommée la petite Yougoslavie.

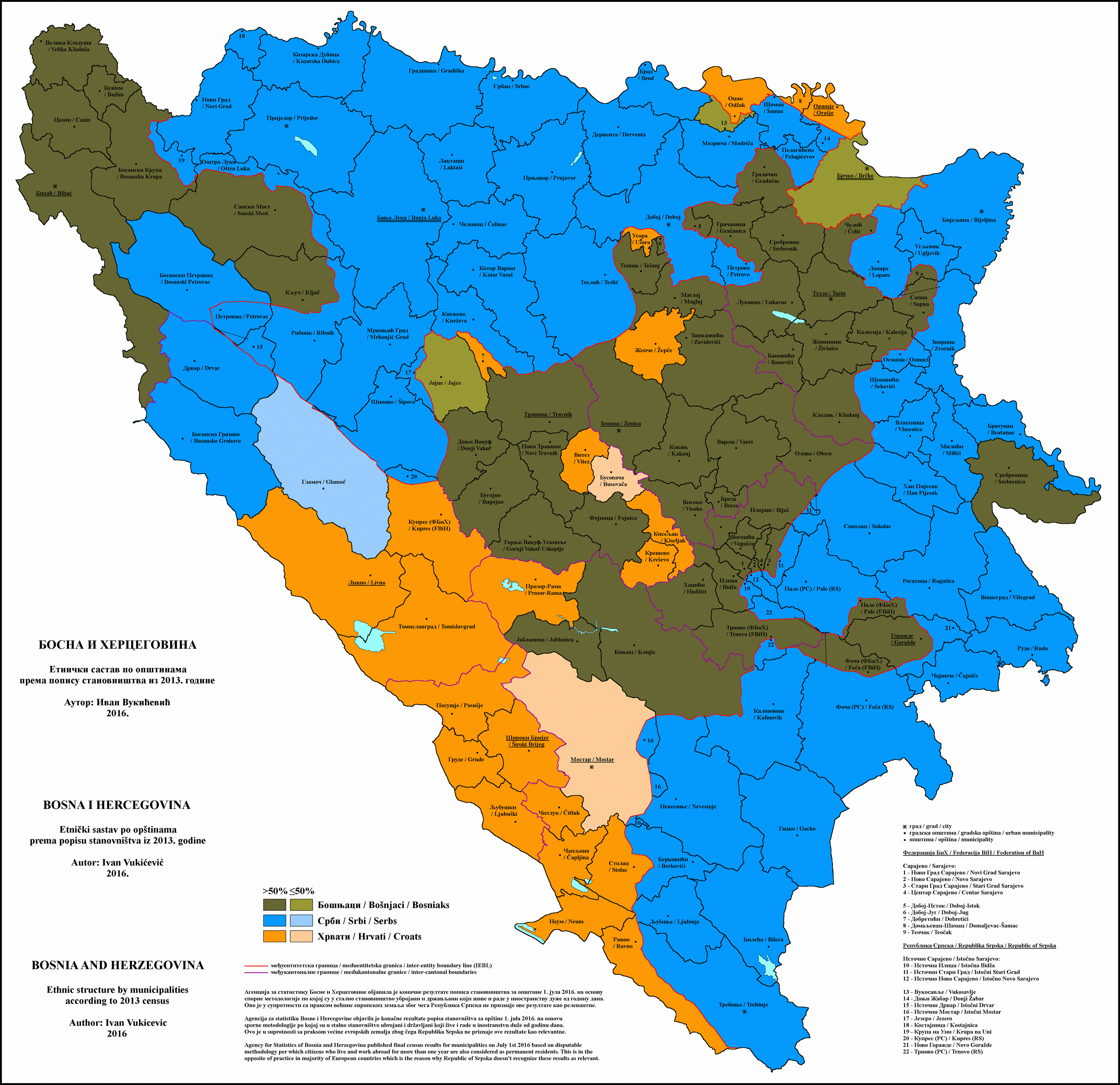
Composition ethnique de la Bosnie-Herzégovine en 2013.

À l'époque de la Yougoslavie, les Bosniaques étaient majoritairement appelés « Musulmans », les trois peuples composant le pays étant les Musulmans, qui avaient la majorité relative, les Bosno-Croates et les Bosno-Serbes.
La composition de la population a varié et surtout a changé de répartition géographique à la suite des diverses opérations de nettoyage ethnique, et les gentilés ont été changés afin d'éviter toute confusion entre le peuple musulman et la religion musulmane et pour répondre à la volonté de reconnaissance des Bosniaques en tant que nation, nommés ainsi jusque l'invasion austro-hongroise. Ainsi les habitants du pays sont désormais officiellement appelés « Bosniens », les trois « nationalités » majoritaires étant les Bosniaques, les Croates et les Serbes. Par « nationalité » il ne faut pas entendre ici la citoyenneté bosnienne ni la langue BCMS que tous partagent, mais l'appartenance à une communauté confessionnelle et historique définie par la religion musulmane sunnite pour les Bosniaques, chrétienne catholique pour les Croates et chrétienne orthodoxe pour les Serbes, appartenances qui changent aussi le nom de la langue (respectivement bosnien, croate et serbe ; dans ce dernier cas, la langue s'écrit majoritairement en caractères cyrilliques, ces derniers étant admis en bosnien).
La nationalité yougoslave n'a pas pour autant disparu, et correspond à la population continuant à se déclarer Yougoslave, et non de l'une des « nationalités » bosniaque, croate ou serbe : il s'agit en majorité de couples mixtes. Cette nationalité disparaît à partir du recensement de 2013.
Traditionnellement, la population bosniaque vit davantage dans et autour des centres urbains, la population serbe occupant de plus vastes zones rurales. Ceci explique en partie la répartition géographique des différents groupes ethniques.
Un recensement de la population est effectué en 1991. Par la suite, aucune donnée fiable n'est produite, car les principales forces politiques de Bosnie-Herzégovine considèrent les statistiques démographiques comme une poursuite de la guerre et une tentative d'officialiser les résultats du nettoyage ethnique. En janvier 2012, Halid Genjac (en) du Parti d'action démocratique annonce qu'un accord est conclu pour qu'un recensement ait lieu en 2013.
|                                     | Population totale | Pourcentage de la population totale |
| ----------------------------------- | ----------------- | ----------------------------------- |
| Bosnie-Herzégovine                  | 3 531 159         | 100 %                               |
| Fédération de Bosnie-et-Herzégovine | 2 219 220         | 62,85 %                             |
| République serbe de Bosnie          | 1 228 423         | 34,79 %                             |
| District de Brčko                   | 83 516            | 2,37 %                              |

Les personnes âgées de plus de 65 ans représentent, en 2010, 15,5 % de la population. Environ 40 % d'entre elles vivraient dans une grande pauvreté, alors qu'il n'existe en Bosnie-Herzégovine aucun programme d’aide publique en faveur des personnes âgées et que les pensions de retraite y sont généralement médiocres.

### Groupes ethniques

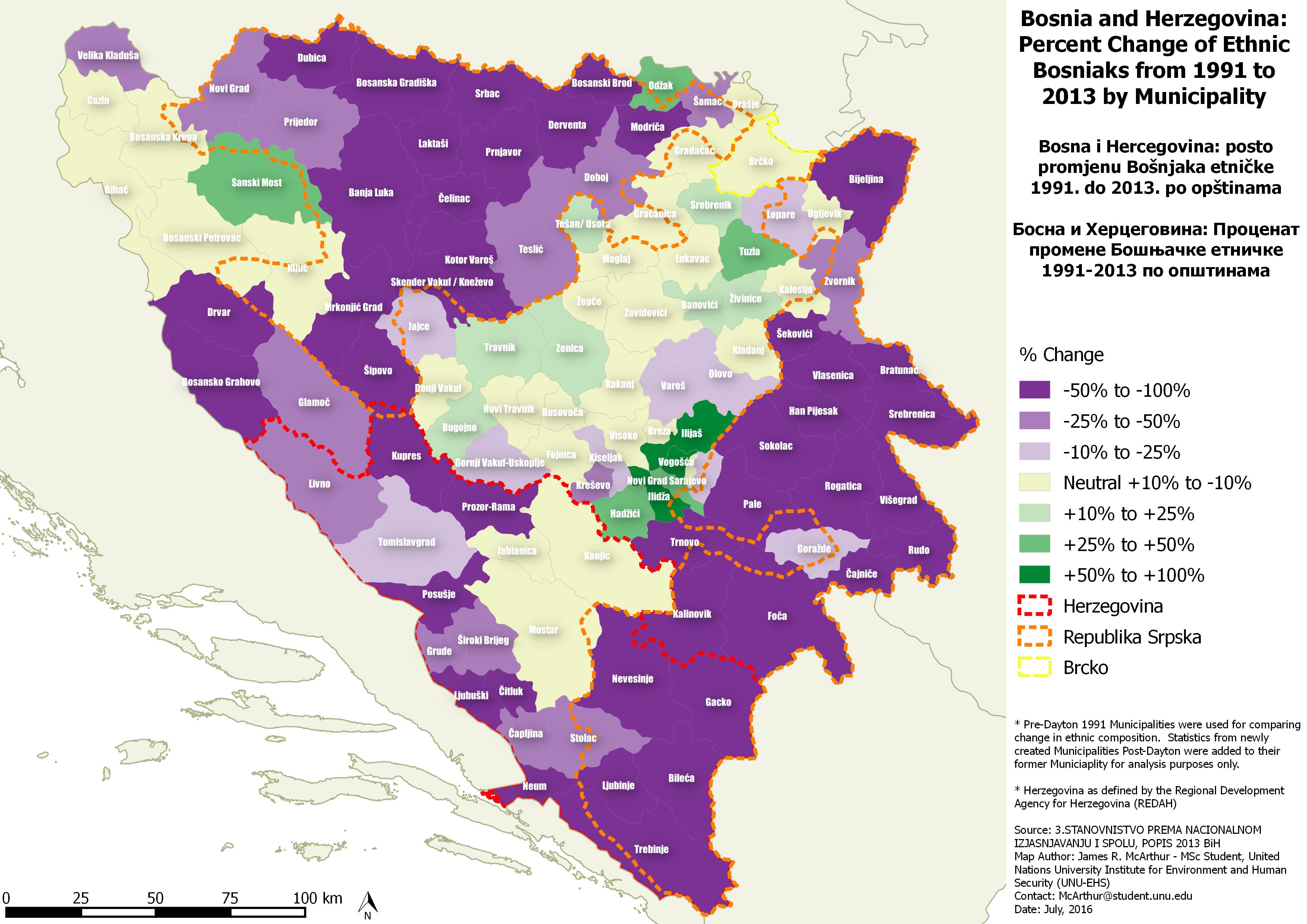
Pourcentage de variation du nombre de Bosniaques par municipalité entre 1991 et 2013.

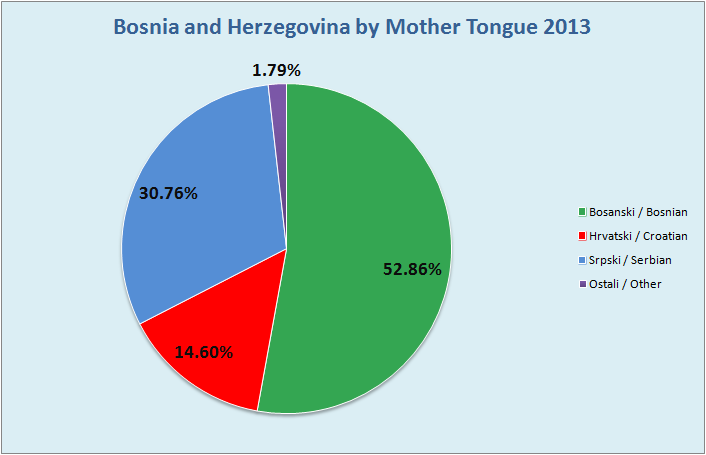
Répartition linguistique en Bosnie-Herzégovine en 2013.

Résultats finaux publiés le 30 juin 2016 incluant les statistiques sur les groupes ethniques en Bosnie-Herzégovine.

### Langues
Même si les linguistes utilisent les termes de serbo-croate (ancien), ou de diasystème slave du centre-sud (moderne) pour définir la langue parlée en Croatie, en Bosnie-Herzégovine, en Serbie et au Monténégro, le remplacement du communisme yougoslave par les nationalismes de chaque ethnie dans les années 1990 a eu raison des définitions linguistiques, de sorte qu'officiellement le serbo-croate n'existe plus, chaque pays nommant sa langue « croate », « bosnien », « serbe » ou « monténégrin ». Il n'y a pas d'isoglosse entre ces langues (les locuteurs se comprennent spontanément, sans traducteur) : leur définition est donc historique et politique. En revanche, il y a d'une région à l'autre des différences partielles de lexique (certains mots, certaines conjugaisons ou déclinaisons varient) et surtout une différence d'alphabet : il est exclusivement latin en Croatie et dans la fédération croato-bosniaque de Bosnie-Herzégovine, alors que les Serbes utilisent les deux alphabets : alphabet cyrillique serbe en Serbie, au Monténégro et dans la république serbe de Bosnie, mais aussi l'alphabet latin serbe en Serbie et au Monténégro, mais pas en Bosnie. Des éléments de la langue turque se retrouvent dans le bosnien.
La constitution de la Bosnie-Herzégovine ne mentionne aucune langue officielle, mais reconnaît trois « peuples constitutifs », chacun avec sa propre dénomination pour la langue commune.
Au temps où la Bosnie-Herzégovine était un territoire ottoman (officiellement jusqu'en 1908, mais sous occupation austro-hongroise depuis 1878), le territoire était administré en langue turque. Lorsque la Bosnie-Herzégovine devint un condominium austro-hongrois (1908 à 1918), le territoire fut administré en langue allemande.
La Bosnie-Herzégovine est un pays observateur au sein de l'Organisation internationale de la francophonie.

### Religions
- Article détaillé : Islam en Bosnie-Herzegovine

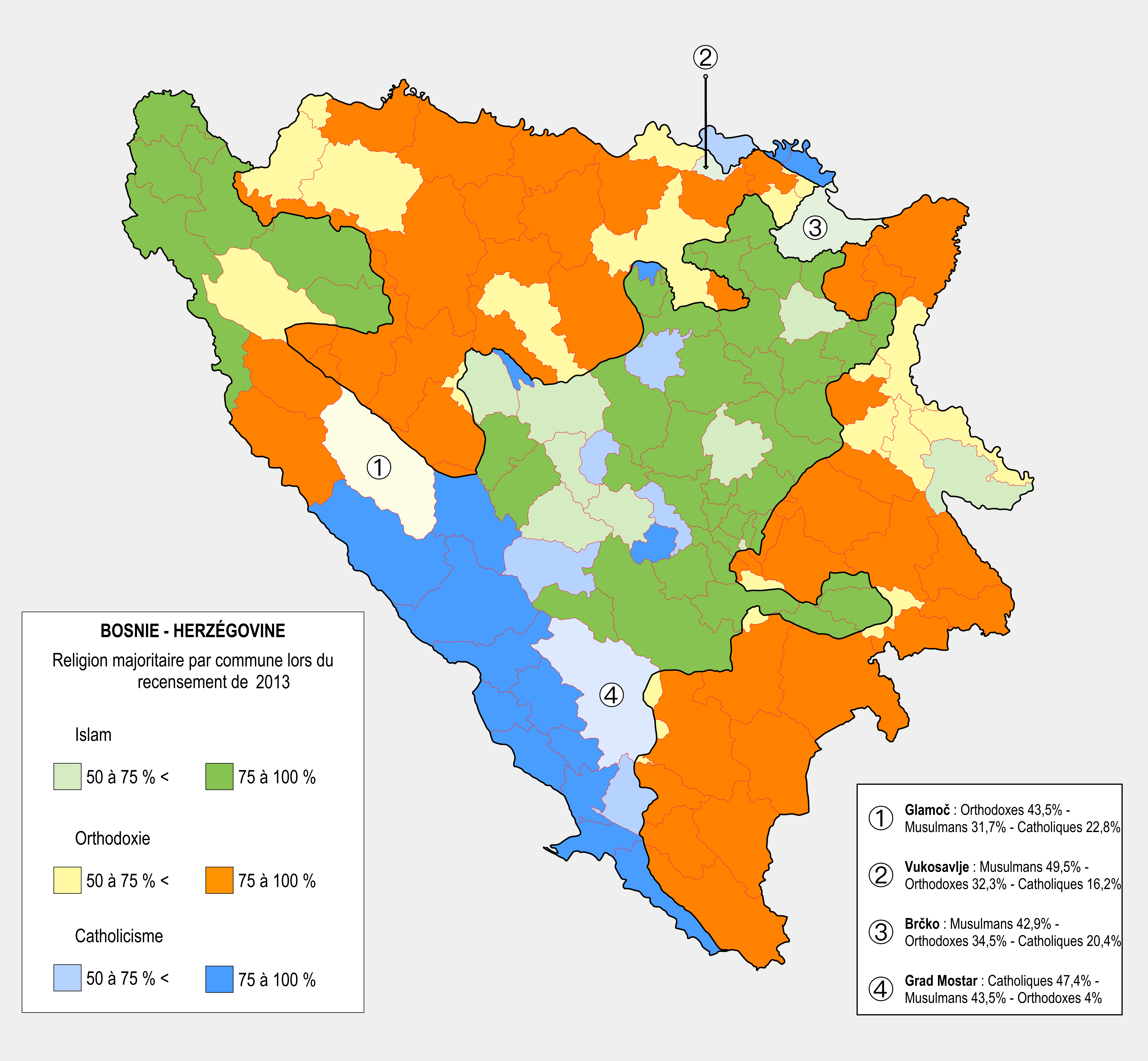
Religion majoritaire par commune selon les données du recensement de 2013.

La répartition religieuse du pays s'établit ainsi : les musulmans constituent 51 % de la population, les chrétiens orthodoxes constituent 31 % tandis que les chrétiens catholiques constituent 15 %, et 1,2 % pour les autres groupes religieux (y compris les juifs et les protestants). Il y a aussi 0,8 % d'athées et 0,3 % d'agnostiques.
Le taux de pratique religieuse est relativement faible parmi les groupes religieux traditionnels, mais la tradition religieuse jouant un rôle identitaire majeur, très peu de Bosniens se définissent comme incroyants. Certaines communautés sont plus pratiquantes que d'autres, comme les Croates catholiques d'Herzégovine ou les musulmans de Bosnie centrale. En outre, la religion sert de lien social lors des rites significatifs de passage comme la naissance, le mariage et la mort. À l'époque du communisme yougoslave, il y avait beaucoup d'athées et d'agnostiques parmi les Bosniaques, puis les religions ont connu un fort regain de pratique à la suite de la guerre de 1992-1995, expression de l'identification accrue de chacun avec son héritage ethnique et culturel.
Ce retour vers les identités religieuses a contribué à renforcer les clivages communautaires. Dans ce contexte, chaque groupe ethnique tend à soutenir ses coreligionnaires, y compris au-delà des frontières : ainsi, des volontaires serbes ont rejoint les forces russes en Crimée et Ukraine, au nom d’une solidarité confessionnelle et politique,,.
Durant les années 2010, la presse pointe néanmoins du doigt un radicalisme religieux salafiste dans une partie de la communauté musulmane. Les combattants étrangers, venus dans le pays lors de la guerre (1992-1995), seraient à l’origine de ce nouvel intégrisme. Quelque 300 Bosniens se trouvent ainsi, en 2015, à faire le djihad en Syrie, ce qui ramené au nombre d’habitants forme le taux de départ pour le jihad le plus élevé d’Europe. Face à ce phénomène, la législation bosnienne a été renforcée en 2014 : les départs pour des conflits à l’étranger, ainsi que les actes de recrutement, sont désormais passibles de peines allant jusqu’à 20 ans de prison.
Le pape a alerté sur la situation des catholiques de Bosnie, dont beaucoup des jeunes se sont enfuis lors de la guerre, mais ne peuvent pas revenir. Il leur est également impossible de construire une église ou une école.
Pendant et après la guerre, les Bosniaques ont majoritairement soutenu l’idée d’une Bosnie-Herzégovine unie et multiethnique. En revanche, les projets des nationalistes serbes et croates visaient à fragmenter le pays selon des critères ethniques, afin d’annexer certaines régions à la Serbie ou à la Croatie,,. Cette logique, amorcée par les violences du conflit, s’est poursuivie sous des formes politiques. 
À terme, un tel projet risquerait de réduire considérablement le territoire réservé aux Bosniaques, créant ainsi un espace ethniquement homogène. Dans ce scénario, ce ne sont pas les partisans d’une Bosnie pluraliste qui chercheraient à imposer un « État islamique », mais bien ceux qui, en œuvrant à son démantèlement, contribueraient à l’isoler en tant que territoire exclusivement musulman.
|                         | Population | Pourcentage de la population totale |
| ----------------------- | ---------- | ----------------------------------- |
| Musulmans               | 1 790 454  | 50,7 %                              |
| Christianisme orthodoxe | 1 085 760  | 30,75 %                             |
| Catholicisme            | 536 333    | 15,19 %                             |
| Athées                  | 27 853     | 0,79 %                              |
| Agnostiques             | 10 816     | 0,31 %                              |
| Autres                  | 40 655     | 1,15 %                              |
| Non déclarés            | 32 700     | 0,93 %                              |
| Pas de réponse          | 6 588      | 0,19 %                              |

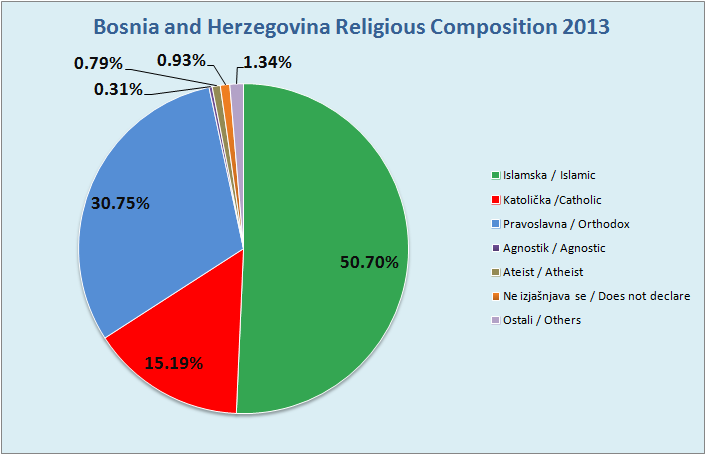
Composition religieuse de la Bosnie-Herzégovine : recensement de 2013.

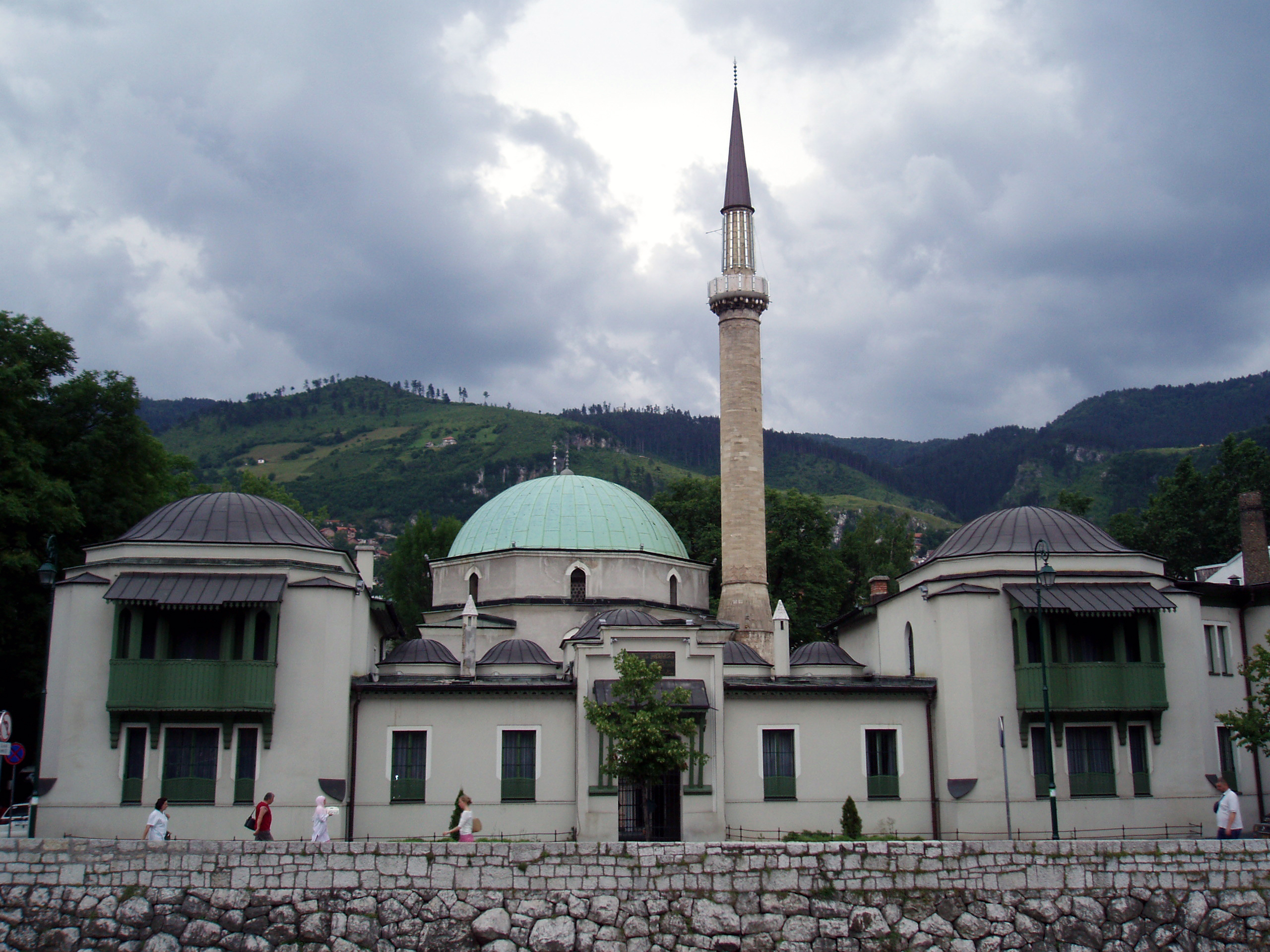
Mosquée impériale de Sarajevo.
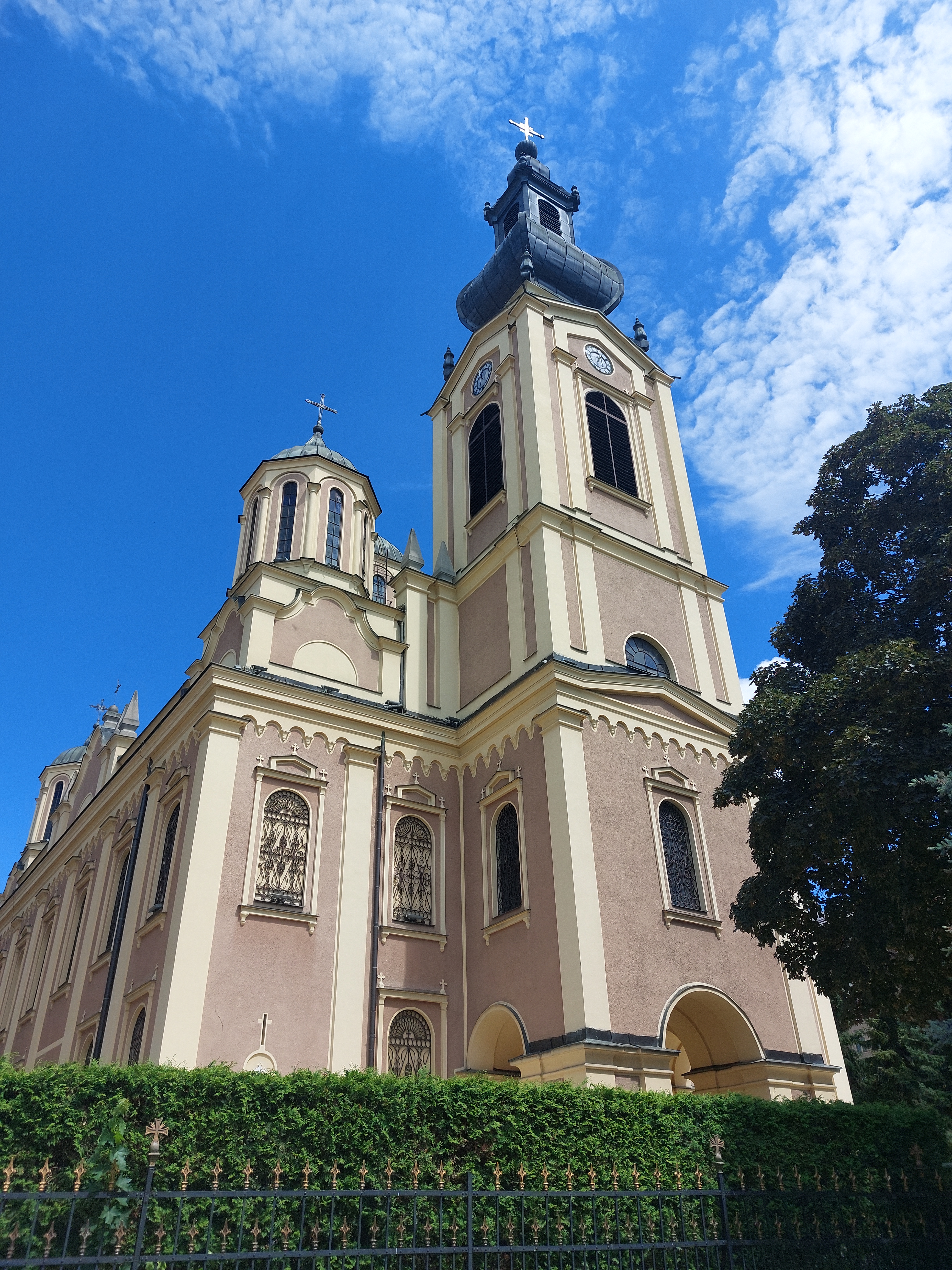
Église orthodoxe de Sarajevo.
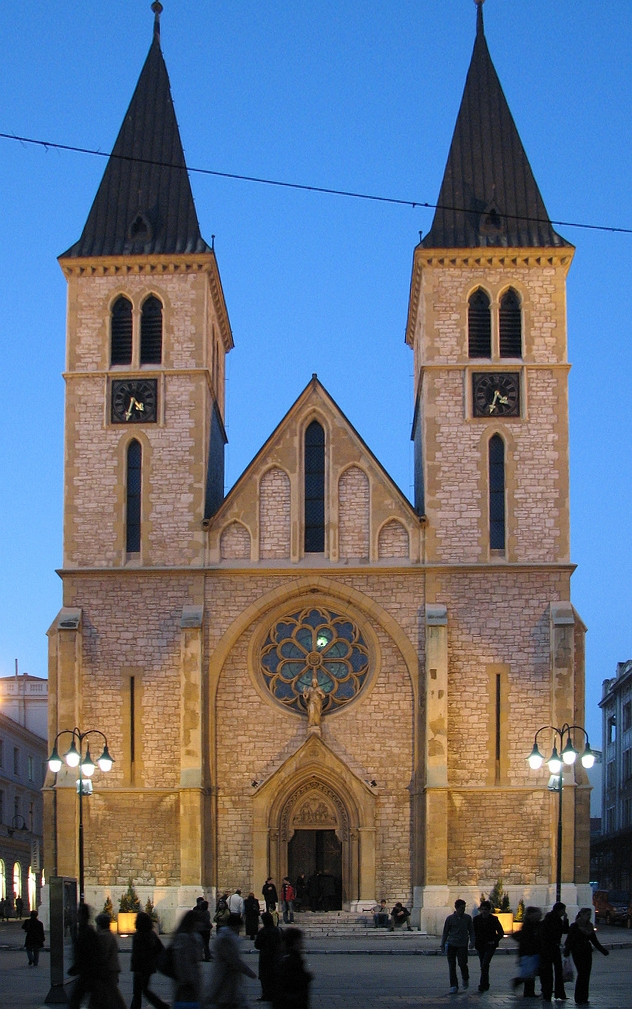
Cathédrale catholique de Sarajevo.
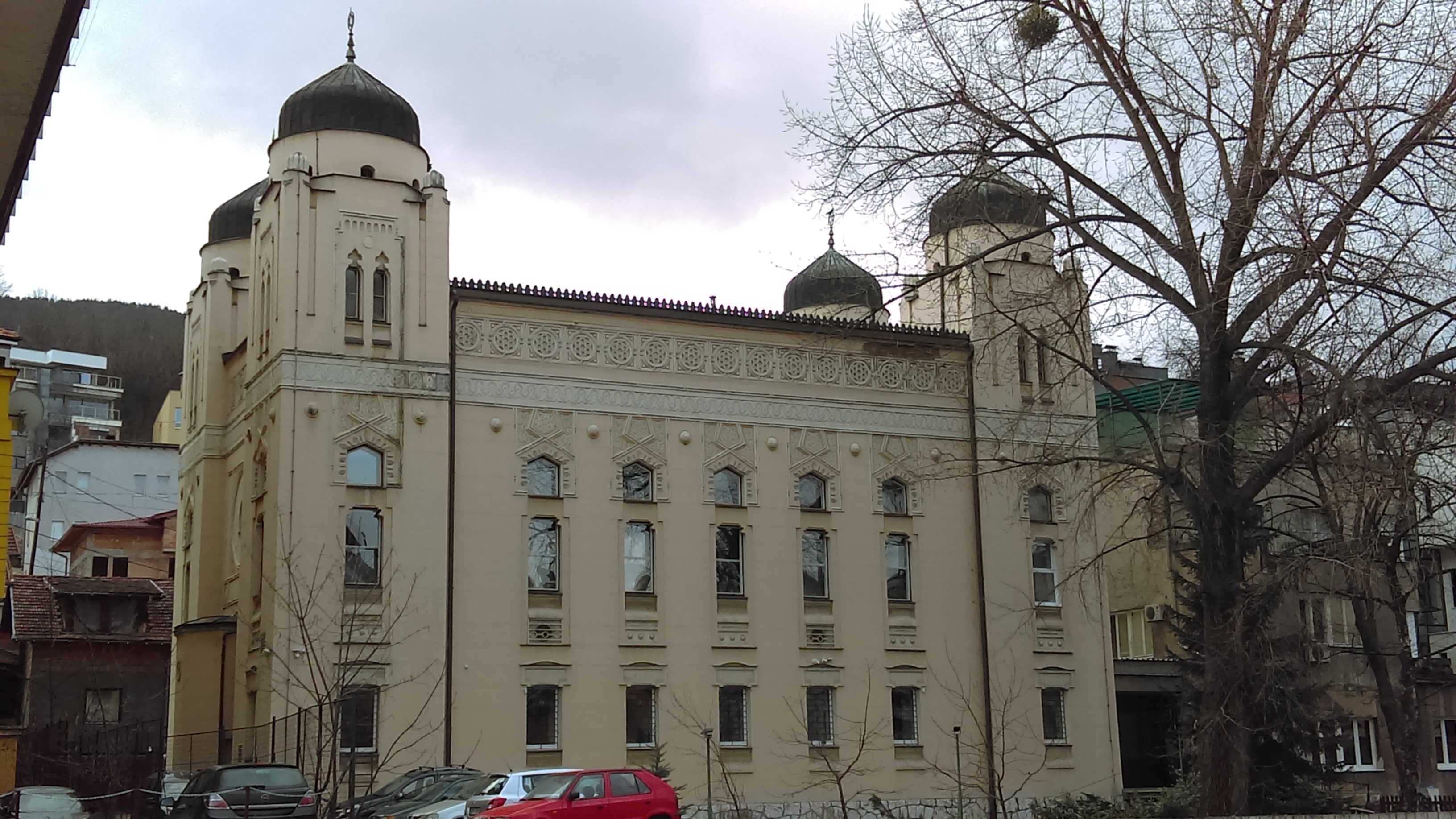
Synagogue de Sarajevo.

## Économie
L’économie bosnienne est marquée par une croissance modérée et des déséquilibres structurels persistants. En 2023, le produit intérieur brut (PIB) s’élevait à 27,06 milliards USD, avec une croissance attendue de 2,5 % en 2024. Le taux de chômage reste élevé, à 13,2 %, tandis que l’inflation, après avoir atteint 6,1 % en 2023, devrait se stabiliser autour de 2,2 %. Le déficit budgétaire représente 1,9 % du PIB et la dette publique atteint 32,2 % du PIB. L’économie repose principalement sur le secteur des services (54,4 % du PIB), suivi de l’industrie, qui emploie 33,2 % de la population active, et de l’agriculture. Le tourisme, qui représente environ 10 % du produit intérieur brut de la Bosnie-Herzégovine, connaît une croissance significative.
La balance commerciale reste structurellement déficitaire. En 2023, les exportations ont atteint 8,8 milliards USD, contre 14,1 milliards USD d’importations. Les principaux partenaires commerciaux du pays sont l’Union européenne (notamment l’Allemagne, la Croatie et l’Italie), ainsi que la Serbie et la Turquie. La Bosnie-Herzégovine exporte principalement des métaux, des produits miniers, de l’électricité et du bois, et importe majoritairement des machines, des produits chimiques, du pétrole et des denrées alimentaires.

### Tourisme
- Liste du patrimoine mondial en Bosnie-Herzégovine

La Bosnie-Herzégovine connaît un essor touristique remarquable, porté par la richesse de son patrimoine naturel, culturel et historique. En 2023, le pays a accueilli environ 1,73 million de visiteurs, soit une hausse de 17,3 % par rapport à l’année précédente, totalisant plus de 3,6 millions de nuitées (+13,2 %).
Des sites emblématiques comme Sarajevo — avec son mélange unique d’influences orientales et occidentales — et Mostar, célèbre pour son pont ottoman classé au patrimoine mondial de l’UNESCO, figurent parmi les principales attractions. Le territoire bosnien séduit aussi par ses paysages montagneux, ses rivières limpides et ses parcs naturels bien conservés, propices à des activités de plein air telles que le ski, la randonnée ou le rafting. Parmi les merveilles naturelles figurent également la grotte de Vjetrenica, l’une des plus impressionnantes des Balkans, ainsi que les célèbres cascades de Kravica et celles de Jajce, qui offrent des panoramas spectaculaires et sont très prisées des visiteurs.
Bien que marqué par les conflits des années 1990, le pays a su restaurer son image en valorisant ses traditions, une gastronomie authentique et une hospitalité reconnue. Ce renouveau touristique joue un rôle important dans l’économie nationale et contribue à renforcer la position de la Bosnie-Herzégovine sur la scène internationale en tant que destination culturelle et naturelle de premier plan. Appuyé par des investissements dans les infrastructures, des campagnes de promotion à l’étranger et une diversification de l’offre, le pays s’engage dans une stratégie de tourisme durable, soucieuse de préserver son authenticité et son environnement.

## Culture

### Architecture
L’architecture de la Bosnie-Herzégovine témoigne de la richesse de son histoire et de sa diversité culturelle. On y retrouve les stećci, monuments funéraires médiévaux inscrits au patrimoine mondial de l'UNESCO, ainsi que des forteresses et édifices religieux. 
L’héritage ottoman se manifeste par des mosquées, des ponts et des bazars, dont le vieux pont de Mostar  et le Pont Mehmed Pacha Sokolović à Višegrad, également classés par l’UNESCO. 
La période austro-hongroise introduit des styles européens comme l’Art nouveau, illustrés par la Vijećnica à Sarajevo. 
L’époque yougoslave développe un urbanisme moderniste, notamment avec les équipements liés aux Jeux olympiques d'hiver de 1984. Depuis la guerre, la restauration du patrimoine et la construction contemporaine reflètent un équilibre entre tradition et modernité.

### Littérature
La littérature bosnienne reflète la diversité culturelle, et les bouleversements historiques du pays. Ivo Andrić, prix Nobel de littérature en 1961, est l’auteur du célèbre Le Pont sur la Drina, roman emblématique retraçant la complexité des relations interethniques dans les Balkans. Meša Selimović s’est imposé avec des œuvres existentielles et philosophiques comme Le Derviche et la Mort, tandis que Mak Dizdar a marqué la poésie moderne en puisant dans le patrimoine médiéval, notamment les inscriptions des stećci. 
Abdulah Sidran, poète, dramaturge et scénariste,  s’est illustré par ses écrits sur la mémoire, la guerre et la ville de Sarajevo. La célèbre ballade «Hasanaginca » issue de la tradition populaire musulmane, constitue un exemple marquant du patrimoine littéraire bosnien, largement traduit en Europe.
À l’époque contemporaine, des écrivains comme Dževad Karahasan, Miljenko Jergović, Aleksandar Hemon et Zlatko Dizdarević contribuent au rayonnement international de la littérature bosnienne, en abordant les thèmes de la guerre, de l’exil et de l’identité.

### Cinéma

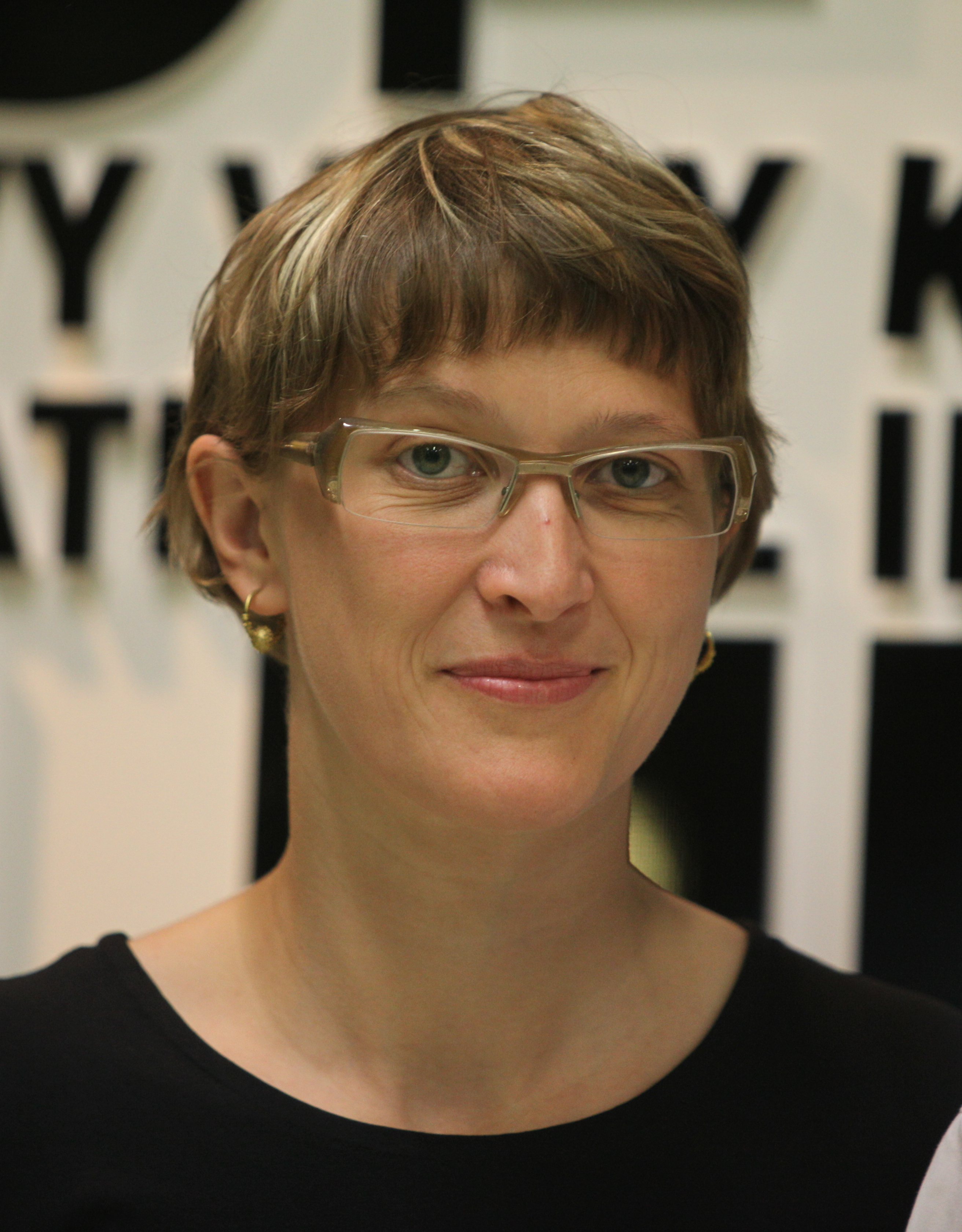
Jasmila Žbanić.

Le cinéma bosnien, malgré des moyens limités et un financement souvent insuffisant, s’est imposé sur la scène internationale grâce à plusieurs réalisateurs de talent. 
Danis Tanović s’est illustré avec des œuvres marquantes telles que No Man’s Land, récompensé par l’Oscar du meilleur film international, et Mort à Sarajevo. 
Jasmila Žbanić a également acquis une reconnaissance internationale avec Sarajevo, mon amour (Grbavica), Les Femmes de Visegrad et La Voix d'Aïda, nommé aux Oscars en 2021,. 
Ademir Kenović a signé Le Cercle parfait, considéré comme l’un des films les plus poignants sur la guerre en Bosnie. 
Aida Begić, quant à elle, a réalisé des œuvres sensibles telles que Premières Neiges et Djeca, abordant les réalités sociales et humaines de l’après-guerre à travers des récits centrés sur l’enfance et l’adolescence.
Le Festival du film de Sarajevo, fondé en 1995 pendant le siège de la ville, est devenu l’un des événements culturels majeurs de la région, attirant des cinéastes du monde entier et jouant un rôle clé dans la promotion du cinéma des Balkans.
Enfin, la Bosnie a aussi été le cadre de productions étrangères, comme Bosna ! (1994), documentaire engagé de Bernard-Henri Lévy tourné durant le siège de Sarajevo, ou Au pays du sang et du miel (2011) d’Angelina Jolie, centré sur la guerre de Bosnie et ses drames humains, en particulier ceux vécus par les femmes.

### Média
La Bosnie-Herzégovine dispose d'un paysage médiatique diversifié, comprenant environ 40 chaînes de télévision, 150 stations de radio, plusieurs quotidiens et agences de presse, ainsi qu'un grand nombre de portails d'information en ligne. Parmi les principaux médias figurent la Radio-Televizija Bosne i Hercegovine (BHRT), les chaînes publiques FTV (de l’entité Fédération de Bosnie-Herzégovine) et RTRS (de l’entité République serbe de Bosnie), ainsi que des journaux influents tels que Oslobođenje, Dnevni Avaz et Nezavisne novine. Le portail d'information Klix.ba, fondé en 2000, est également l'un des sites les plus consultés du pays. Le Centre pour le journalisme d'investigation (CIN), basé à Sarajevo, joue un rôle important dans la lutte contre la corruption et le crime organisé.
Malgré ce pluralisme, la liberté de la presse en Bosnie-Herzégovine est confrontée à de nombreux défis. En 2024, le pays a chuté de 17 places pour se classer au 81e rang sur 180 dans le Classement mondial de la liberté de la presse établi par Reporters sans frontières, enregistrant la plus forte baisse parmi les pays des Balkans occidentaux . Cette détérioration est attribuée à des pressions politiques croissantes, à des tentatives de réintroduction de lois restrictives, telles que la recriminalisation de la diffamation, et à des attaques verbales et physiques contre les journalistes.
De plus, la dépendance financière de nombreux médias à l'égard de financements publics ou étrangers compromet leur indépendance éditoriale, ce qui peut entraîner un journalisme biaisé et une érosion de la confiance du public . Bien que la liberté de la presse soit garantie par la Constitution, sa mise en œuvre est souvent entravée par des intérêts politiques et des divisions ethniques, rendant le travail des journalistes particulièrement difficile dans certaines régions du pays.

### Cuisine
La cuisine de Bosnie-Herzégovine est un reflet de son héritage multiculturel, mêlant influences ottomanes, austro-hongroises et slaves. Elle se caractérise par des plats savoureux à base de viande, de légumes frais et d'épices douces. Parmi les spécialités les plus connues figurent les ćevapi (petits rouleaux de viande grillée servis avec du pain plat), la burek (pâtisserie feuilletée farcie à la viande ou au fromage) et la begova čorba (soupe traditionnelle au poulet et aux légumes). Les douceurs orientales comme le baklava et le tufahija (pomme farcie aux noix) occupent également une place importante dans la gastronomie locale. Le café bosnien, hérité de la tradition ottomane, est une véritable institution culturelle, souvent accompagné de longues conversations conviviales.

### Musique
Dans la culture bosnienne, façonnée à la croisée de l'Est et de l'Ouest au fil des invasions et des conflits, la période ottomane a laissé une empreinte durable sur la tradition musicale du pays, notamment à travers les sonorités caractéristiques d’un grand courant national : la sevdalinka. D’abord accompagnée au saz, un luth oriental hérité de l’influence ottomane, cette forme musicale — qui constitue un important héritage culturel immatériel — a ensuite intégré  des instruments européens comme l’accordéon et le violon, qui l’accompagnent aujourd’hui de manière plus fréquente. La sevdalinka a été interprétée par de nombreux artistes, parmi lesquels figurent les plus emblématiques : Safet Isović, Zaim Imamović, Beba Selimović, Himzo Polovina et Nada Mamula. Parfois abrégée en sevdah, cette forme de chant profondément émotionnelle se distingue par une mélancolie poignante, abordant des thèmes universels tels que l’amour et la mort. Toujours vivace, la sevdah continue de séduire, y compris les jeunes générations, portée aujourd’hui par des artistes tels qu’Amira Medunjanin et Damir Imamović, ou interprétée dans un style contemporain mêlant jazz, pop et sonorités urbaines par des groupes comme Divanhana et Mostar Sevdah Reunion.
La musique folklorique, dite narodna, mélange des sonorités traditionnelles de l'ex-Yougoslavie et de la pop moderne. Très populaire, elle a vu émerger des artistes incontournables tels que Halid Bešlić, Halid Muslimović, Haris Džinović, Hanka Paldum et Šemsa Suljaković.
La scène musicale de Sarajevo a également donné naissance à des groupes de rock emblématiques comme Indexi et Bijelo Dugme, qui ont laissé une empreinte indélébile sur l’histoire musicale de la Yougoslavie. Ces groupes ont continué à influencer de nombreux jeunes artistes tout au long des années 1980 et au-delà, faisant de Sarajevo un véritable centre du rock dans les Balkans.
Dans le domaine de la musique pop (zabavna), des artistes tels que Zdravko Čolić, Dino Merlin, et Hari Mata Hari ont atteint une grande popularité, captivant les foules avec des mélodies accrocheuses et des paroles parlant de l'amour et de la vie quotidienne.
Les chansons traditionnelles ont également vu émerger des voix exceptionnelles, comme celles de Kemal Monteno, Jadranka Stojaković et Mahir Paloš, qui ont enrichi la scène musicale ex-yougoslave avec des ballades profondes et mélodiques.
La scène rap de la Bosnie-Herzégovine est dominée par des figures emblématiques telles qu'Edo Maajka et Frenkie, qui se sont imposés grâce à leurs textes percutants abordant la vie urbaine, les problèmes sociaux, et l'identité balkanique.
Le Jazz Festival de Sarajevo, événement annuel de prestige, attire des artistes locaux et internationaux, mettant en lumière la richesse de ce genre musical dans les Balkans.
La musique classique fait partie de la scène culturelle bosnienne, portée notamment par l'Orchestre philharmonique de Sarajevo, fondé en 1923 et toujours actif aujourd'hui. Parmi les interprètes de renom figurent la pianiste Saša Toperich et le chef d'orchestre Ognjen Bomoštar, tandis que des festivals comme « Sarajevo Winter » ou le « Brucknerfest Sarajevo » continuent de promouvoir ce genre musical auprès du public.
Le kolo, danse folklorique en cercle typique des Balkans, constitue un élément essentiel du patrimoine culturel bosnien et accompagne fréquemment les fêtes populaires ainsi que les célébrations traditionnelles, souvent au son de l’accordéon ou de la tamburica. Les danseurs, vêtus de costumes traditionnels richement brodés et colorés, reflètent les spécificités régionales et l’héritage multiculturel du pays.

## Fêtes et jours fériés
| Date        | Nom français               | Nom local        | Remarques                                                                                        |
| ----------- | -------------------------- | ---------------- | ------------------------------------------------------------------------------------------------ |
| 1er mars    | Jour de l'indépendance     | Dan nezavisnosti | Indépendance du pays vis-à-vis de la Yougoslavie, via le référendum d'indépendance de mars 1992. |
| 9 mai       | Jour de la Victoire        | Dan pobjede      | férié seulement en république serbe de Bosnie                                                    |
| 21 novembre | Jour des accords de Dayton | Nova Godina      | férié seulement en république serbe de Bosnie                                                    |
| 25 novembre | Fête nationale de l’État   | Dan Državnosti   |                                                                                                  |

## Tourisme
- Liste du patrimoine mondial en Bosnie-Herzégovine

## Sport

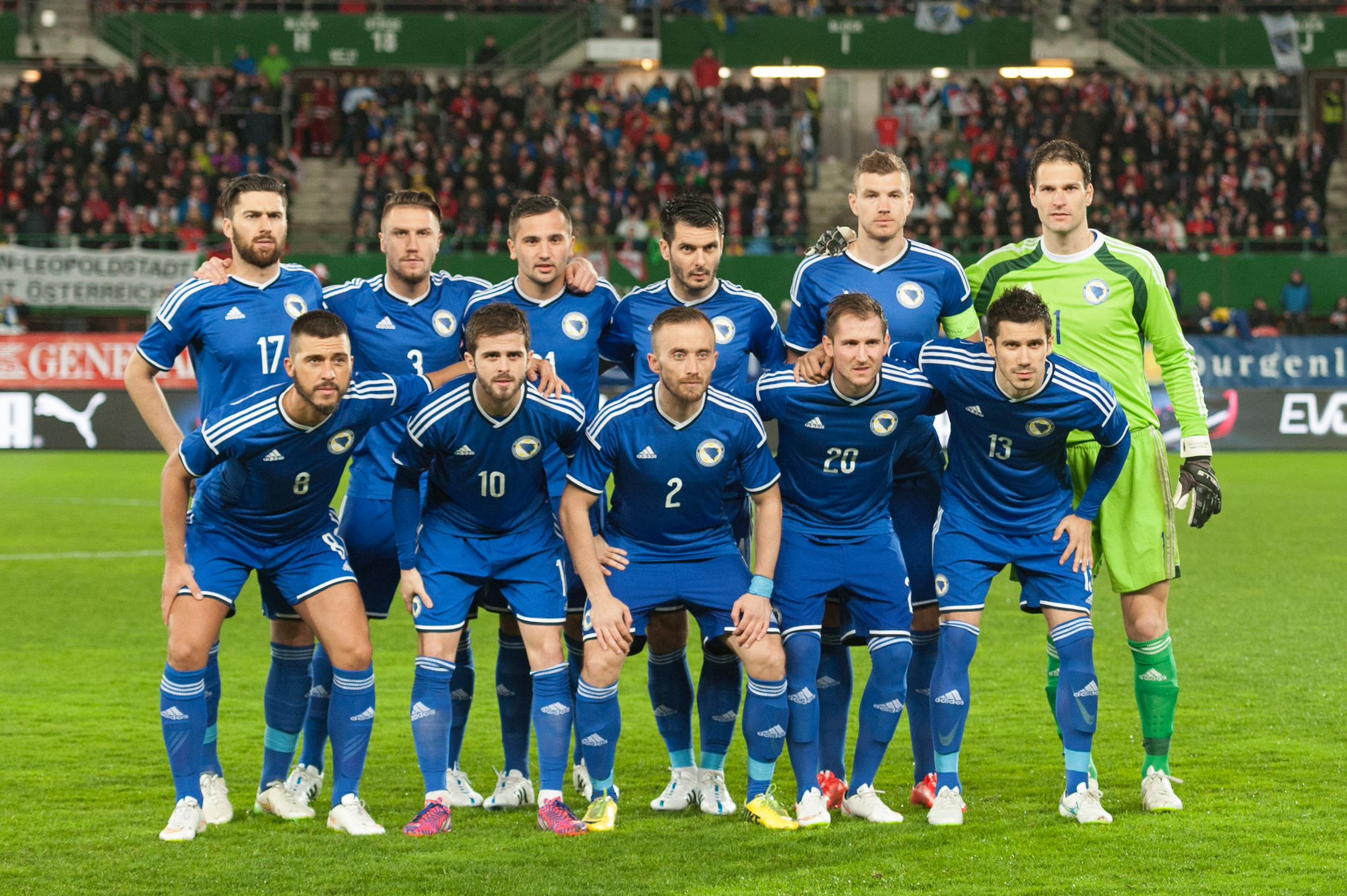
Équipe de Bosnie-Herzégovine de football.

Les Jeux olympiques d'hiver se sont déroulés à Sarajevo en 1984, le pays faisant alors partie de la Yougoslavie.
Avant que n'éclate la Yougoslavie, tous les clubs jouaient sous une même fédération, la Fédération de Yougoslavie de football, Fédération yougoslave de basket-ball ou la Fédération yougoslave de handball.
En handball, le RK Borac Banja Luka de la ville de Banja Luka remporte la Coupe des clubs champions européens en 1976, un an après avoir échoué en finale, et la coupe EHF en 1991. En 1979, le KK Bosna, club de basket-ball de Sarajevo remporte la Coupe d'Europe des clubs champions chez les hommes, et le Jedinstvo Aida, de Tuzla, remporte la Coupe d'Europe des clubs champions en 1989 chez les femmes. Les clubs de football comme le FK Sarajevo, le FK Željezničar Sarajevo et le FK Velež Mostar sont parmi les clubs les plus connus du pays.
La Bosnie-Herzégovine se qualifie pour la première coupe du monde de football de son histoire en 2014. Un an plus tard, le 15 juin 2014, l'équipe nationale de handball se qualifie pour la première fois de son histoire à une compétition majeure, le Championnat du monde 2015 disputé au Qatar.

### Sportifs célèbres
- Basket-ball : Kenan Bajramović, Edin Bavčić, Mirza Delibašić, Henry Domercant, Nenad Marković, Mirza Teletović, Jusuf Nurkić
- Football : Sergej Barbarez, Mécha Baždarević, Asmir Begović, Edin Džeko, Asim Ferhatović, Vahid Halilhodžić, Vedad Ibišević, Zvjezdan Misimović, Ivan Osim, Miralem Pjanić, Hasan Salihamidžić, Sejad Salihović, Emir Spahić, Safet Sušić
- Handball : Danijel Šarić, Edin Bašić, Nebojša Grahovac, Mirsad Terzić, Muhamed Toromanović
- Rugby : Džoni Mandić, Kenan Mutapčić
- Tennis : Amer Delić, Damir Džumhur
- Volley-ball : Rusmir Halilović